# گرجستان
گُرجِستان (به گرجی: საქართველო، ساکارْتْوِلو)، کشوری واقع در قفقاز جنوبی است که از غرب با دریای سیاه، از شمال با روسیه، از جنوب شرق به جمهوری آذربایجان و از جنوب با ترکیه و ارمنستان هم‌مرز است. پایتخت آن، شهر تفلیس است. مساحت گرجستان ۶۹٬۷۰۰ کیلومتر مربع (۲۶٬۹۱۱ مایل مربع) و جمعیت آن در ژانویه سال ۲۰۲۱ بیش از ۴ میلیون نفر بوده است. گرجستان یک جمهوری پارلمانی متمرکز است و حکومت آن از طریق دموکراسی نیابتی انتخاب می‌شود.
گرجستان یکی از کشورهایی است که در هر دو قارهٔ اروپا و آسیا قرار دارد و یکی از اهداف مقامات سیاسی این کشور، عضویت در اتحادیه اروپا و ناتو است. شهروندان گرجستان از مارس ۲۰۱۷ می‌توانند بدون ویزا به کشورهای منطقه شنگن سفر کنند و این کشور از دسامبر ۲۰۲۳ نامزد عضویت اتحادیه اروپا شده است.
گرجی‌ها بومیان گرجستان‌اند و پیرو کلیسای ارتدکس گرجی هستند. گرجی‌ها به زبان گرجی سخن می‌گویند، که زبان رسمی کشور گرجستان است و با الفبای گرجی نوشته می‌شود، که یکی از چهارده الفبای موجود در جهان است.
گرجستان در زمان باستان با نام ایبریا شناخته می‌شده است و امروزه در اکثر زبان‌ها با اشکال گوناگون واژهٔ یونانی "گِئُرْگیا" (Georgia به معنای کشاورزی) شناخته می‌شود.
ایبریا در برهه‌هایی از تاریخ تحت نفوذ هخامنشیان، اشکانیان و ساسانیان بود، به‌ویژه در زمان ساسانیان یعنی ساسانیان ایبری چهار خاندان بزرگ ایرانی‌تبار خسرویانی‌ها، گوارامی‌ها، نرسیانی‌ها و باگراتیونی‌ها با ازدواج و پیوند با سایر خاندان‌های منطقه تأثیرات شگرفت و بزرگی در تحولات ایبریا داشته‌اند به طوری که سلسله فرمانروایی‌ها و پادشاهی‌ها تا قرن نوزدهم میلادی همواره تحت تأثیر این خاندان‌ها بوده است.
از زمان بنیان پادشاهی متحد گرجستان یا همان ایبریا توسط پارناواز یکم در سدهٔ چهارم پیش از میلاد تا زمان حمله مغول به گرجستان در سدهٔ ۱۳ میلادی، دورهٔ صلح و آرامش در تاریخ گرجستان است و از حمله مغول به بعد، گرجستان تاریخی پر فراز و نشیب را با ایستادگی در برابر حملات ایران، عثمانی و روسیه گذرانده که واپسین مورد آن جنگ روسیه و گرجستان در سال ۲۰۰۸ است.

## نام‌شناسی

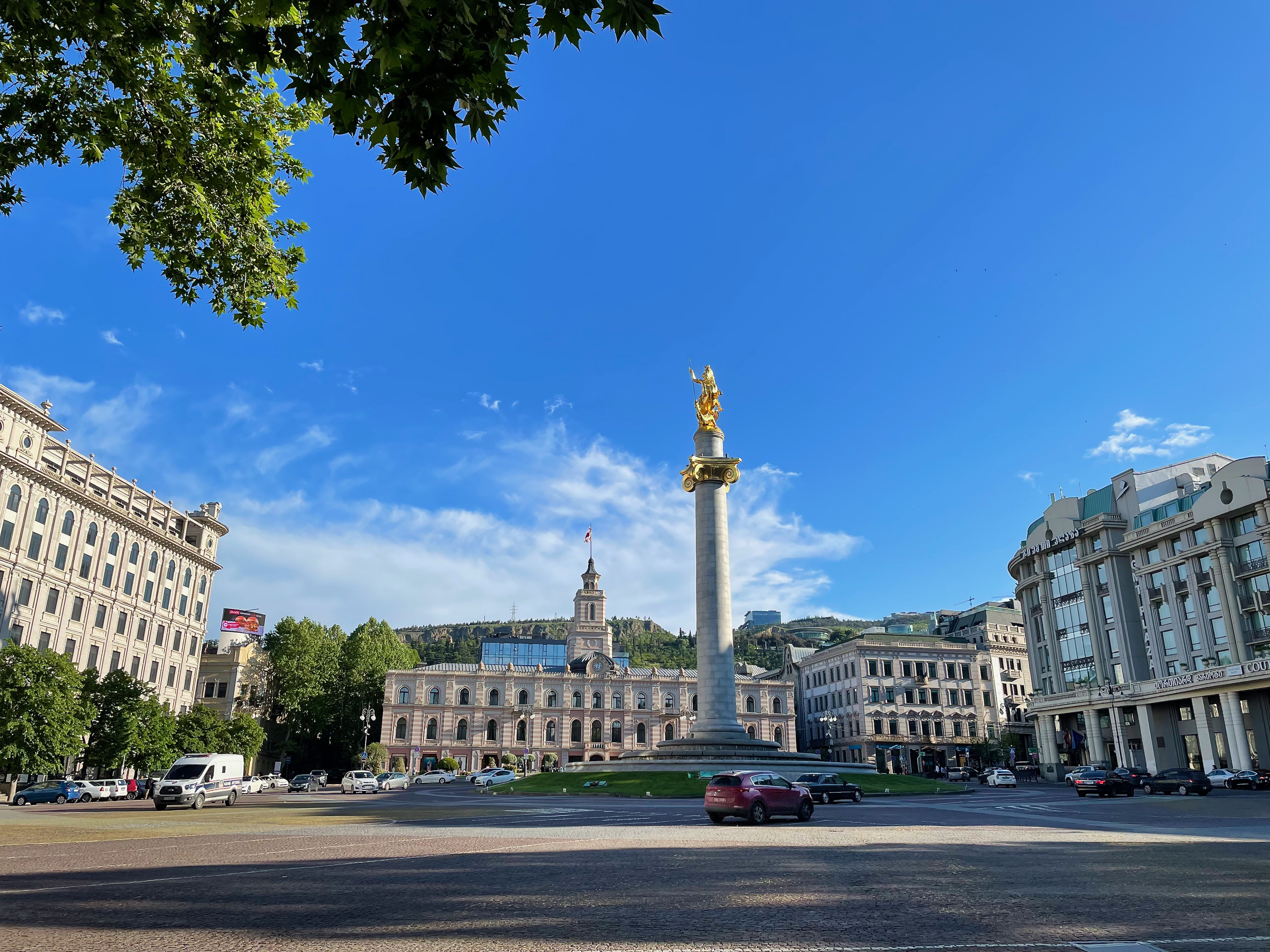
میدان آزادی, تفلیس,گرجستان.

گرجستانی‌ها خود را «کارت وِ لِ بی»، کشورشان «سا کارت وِ لُ» و زبانشان را «کار تو لی» می‌نامند. مورخان گرجی مردمان گرجستان را از نسل کارتلوس می‌دانند. در منابع یونان باستان (استرابون، هرودوت، پلوتارک، هومر و دیگران) و امپراتوری روم (تیتوس لیویوس، پوبلیوس کورنلیوس تاسیتوس و غیره) گرجی‌های شرقی اولیه را ایبریا توصیف می‌کنند.
اما شاردن فرانسوی نظر دیگری داشت و می‌گفت یونانیان، پس از آشنا شدن با مردم کشاورز گرجستان، آن‌ها را "گئورگوس" (به معنای "کشاورز") و سرزمینشان را "گئورگیا" (به معنای "کشاورزی") نامیدند.
اما همان‌طور که پروفسور الکساندر میکابریدزه اضافه می‌کند، این دو تعریف توسط جامعه علمی رد شده‌اند و به کلمه فارسی «گرگ» (gurg)، به عنوان ریشه این اصطلاح اشاره کرد. که بعدها در تعداد زیادی از دیگر زبان‌ها سازگاری پیدا کرده است مانند زبان‌های اسلاوی و اروپایی غربی ویا می‌تواند برگرفته از نزدیکی نواحی باستانی ایران به اسم «گرگان» در نزدیکی گرجستان بوده گرفته شده باشد.
گرجستان، گردستان، ویروزان، ویروژان، گرزان، گرژان همگی اسامی ایرانی هستند که به این سرزمین گفته می‌شد و ریشه همگی این اسامی به هم نزدیک می‌باشد.
گرجستان در منابع و ملل مختلف به صور متفاوتی نامیده شده است، همانند: آبخاز، ورژن، ورغن، ایبری، گرزن، جورزان، الکرج، پراکانو، جورجیا، وراچستان و گروزیا.

## موقعیت
گرجستان بین ۴۱ درجه و ۷ دقیقه تا ۴۳ درجه و ۳۵ دقیقه عرض شمالی، و ۴۰ درجه و ۴ دقیقه تا ۴۶ درجه و ۴۲ دقیقه طول شرقی واقع شده است.
این کشور به صورت طولی در امتداد مدارات کشیده شده و طول آن حدود ۳۷۰ کیلومتر، حداکثر عرض آن ۲۰۰ کیلومتر و طول قطر بزرگ آن ۶۱۳ کیلومتر است. مساحت گرجستان ۶۹٬۹۰۰ کیلومتر مربع و اندکی بزرگتر از سری‌لانکا و کوچکتر از سیرالئون است. این کشور بزرگتر از کشورهای اروپای مرکزی و آسیا شرقی مانند هلند و بلژیک و اتریش و دانمارک و کره جنوبی و ارمنستان و کرواسی و اسلونی و استونی و لتونی و لیتوانی می‌باشد.
طول مرزهای گرجستان جمعاً ۱۹۶۹٫۸ کیلومتر است. این کشور از شمال با فدراسیون روسیه هم‌مرز می‌باشد، سراسر این خطوط مرزی، منطبق بر آب فشان رشته کوه‌های قفقاز کبیر است و ۸۰۷٫۶ کیلومتر مرز مشترک را در بر می‌گیرد. این مرز از نظر استراتژی نظامی اهمیت بسیاری دارد. در حقیقت این مرز سرحدات طبیعی روسیه را در جنوب تشکیل می‌دهد، در جنوب آن گرجستان و در شمال آن جمهوری‌های خودمختار داغستان، چچن، اینگوش، اوستیای شمالی، کاباردینو-بالکاریا، کاراچای-چرکسیا، همچنین سرزمین کراسنودار را شامل می‌شود. مهم‌ترین راه‌های ارتباطی قفقاز مرکزی و غربی که روسیه را با گرجستان، ارمنستان و ایران پیوند می‌دهد، از این مرز می‌گذرد. محافظت و نگهبانی از این مرز برای روسیه جنبه حیاتی دارد، همان‌طور که در دوره شوروی پیشین و روسیه تزاری نیز دارای اهمیت بسیار بود و جنگ‌های بسیاری برای دستیابی به این سرحدات به وقوع پیوسته است.
گرجستان در شرق با جمهوری آذربایجان هم‌مرز است که طول آن ۳۷۴٫۴ کیلومتر می‌باشد. دو راه عمدهٔ ارتباطی گرجستان با شرق، دریای خزر و ایران از این نقطه می‌گذرد (جاده زمینی و راه‌آهن) علاوه بر آن، لولهٔ انتقال نفت باکو-سوپسا نیز از این مرز می‌گذرد.
در جنوب، گرجستان به ترتیب از شرق به غرب با جمهوری آذربایجان، ارمنستان و ترکیه هم‌مرز است. طول خط مرزی بین گرجستان و ارمنستان ۲۱۶٫۷ کیلومتر و با ترکیه ۲۵۶٫۱ کیلومتر است. در غرب، مرز گرجستان به دریای سیاه می‌رسد که طول مرز ساحلی آن ۳۱۵ کیلومتر است.
جمهوری خودمختار آجاریا با مساحت ۳ هزار کیلومتر مربع در بخش جنوبی ساحل دریای سیاه در ترکیب کشور قرار دارد.
استان خودمختار اوستیای جنوبی یا سامچابلو نیز با مساحت ۳٫۹ هزار کیلومتر در دامنه‌های جنوبی قفقاز بزرگ در ترکیب جمهوری گرجستان قرار دارد.
گرجستان با ۶۹٬۹۰۰ هزار کیلومتر مربع مساحت، دومین جمهوری قفقاز جنوبی از نظر مساحت و جمعیت (پس از جمهوری آذربایجان) به‌شمار می‌رود.
درازای سواحل گرجستان در دریای سیاه ۳۵۰ کیلومتر است که میان دهانهٔ رود دماغهٔ «گونیو» کشیده شده است. همچنین شهر سوچی و استان چچن در روسیه و استان لوری در ارمنستان و دو استان ارتوین و اردهان در ترکیه و استان زاکاتالا در جمهوری آذربایجان تا ۳۰ سال گذشته جزو مناطق گرجستان بوده اما روسیه این مناطق را به زور از گرجستان جدا کرده است.

## تاریخ

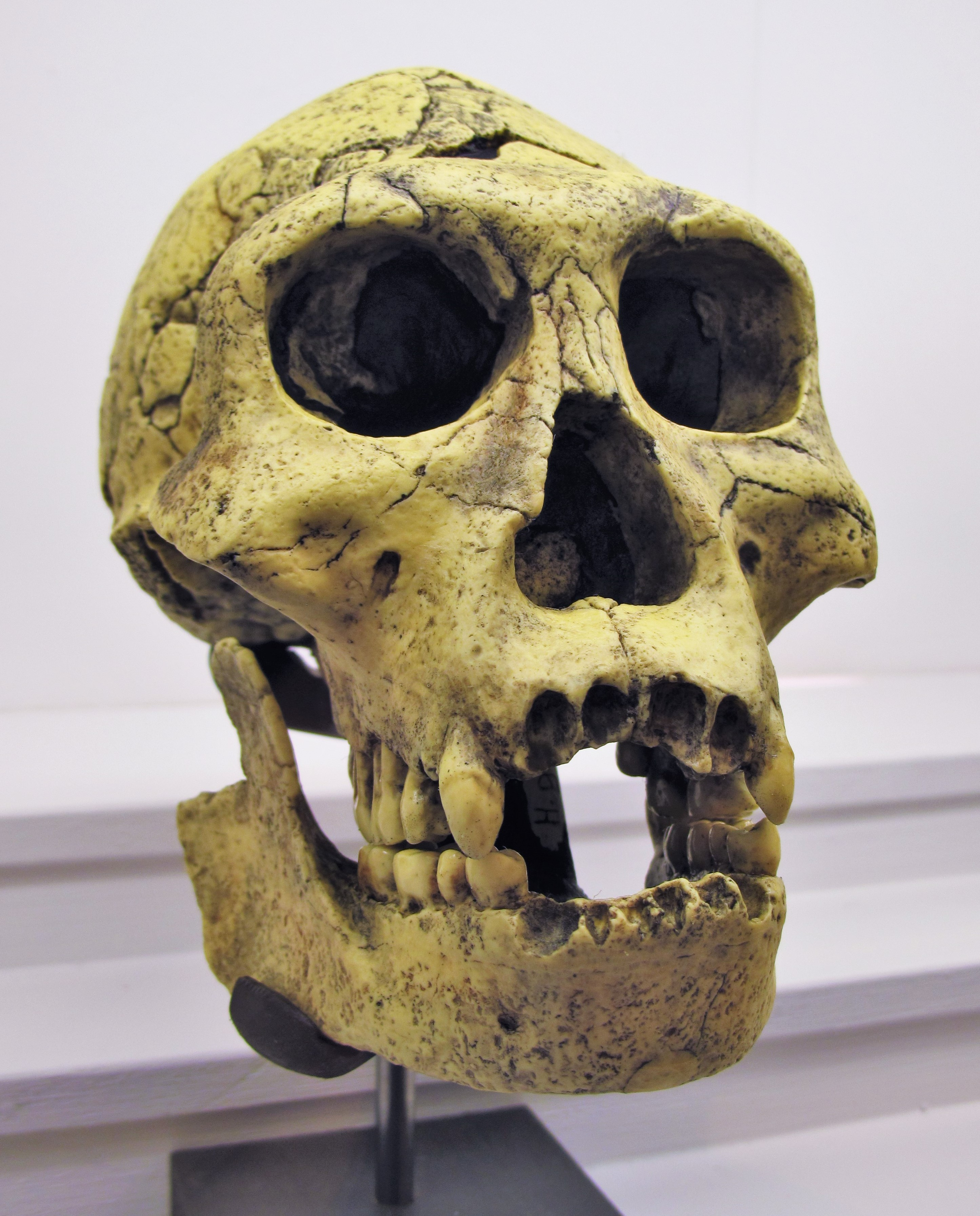
جمجمه ۲ میلیون ساله انسان گرجی

انسان‌های اولیه را می‌توان در قفقاز جنوبی، به ویژه در گرجستان، خیلی پیش از دوره پارینه سنگی ردیابی کرد. جمجمه انسان گرجی که یک میلیون و هشتصد هزار (۱٫۸۰۰٫۰۰۰) سال پیش زندگی می‌کرده است، در حفاری‌های اخیر در ناحیهٔ دمانیسی به دست آمده است.
در اواخر عصر مفرغ و اوایل عصر آهن، سراسر گرجستان پیشرفت وسیعی را در حوزه اقتصادی شاهد بود که همراه با سطح بالایی از صنایع دستی، گسترش روابط تجاری و توأم با افزایش نابرابری‌های اجتماعی بود. در اواخر نیمه دوم هزاره دوم پیش از میلاد مسیح، شرایط لازم برای ظهور یک جامعه طبقاتی ایجاد شده بود.
از هزاره دوم پیش از میلاد مسیح، هم‌زمان با قدرت گرفتن آشوری‌ها، اقوام گله‌دار و دامپرور در منطقه شمال غرب ایران، غرب زاگرس و شرق میانرودان در گرجستان سکنی گزیدند؛ که بعدها امپراتوری اورارتو را در شمال غرب ایران و منطقه قفقاز تشکیل دادند.

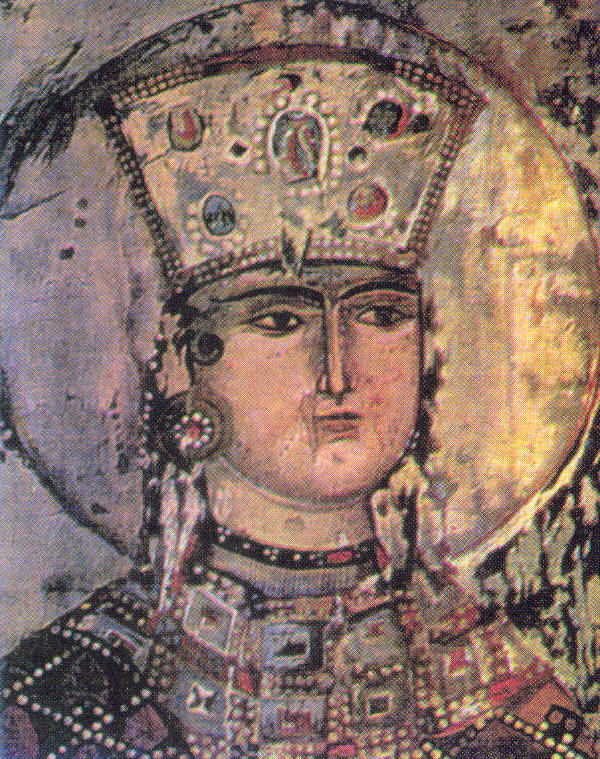
ملکه تامار، با حق مطلق و الهی حاکمیت در گرجستان

قابل ذکر است که قبایل گرجی یگانگی خود را هم‌زمان با پایان عصر مفرغ، آغاز کردند. در پایان هزاره دوم و آغاز هزاره اول پیش از میلاد، در نواحی جنوب شرقی گرجستان باستان، دو اتحادیه اصلی از قبایل ظهور کردند: دیائوخی و کولخیس که هر دو آن‌ها تا قرن هشتم پیش از میلاد دوام داشتند.
در میانهٔ قرن هشتم پیش از میلاد، دیائوخی در نتیجهٔ قدرت گرفتن اورارتو فروپاشید. غلبهٔ کول‌ها (کولخیس) و مخالفت آن‌ها با تائوها (دیائوخی) نیز در این امر سهیم بود. قسمتی از سرزمین دیائوخی به کول‌ها واگذار شد. مدتی بعد کشمکش بین کول‌ها و اورارتو آغاز شد و کول‌ها شکست خوردند.
قلمرو اورارتو در زمان خود وسیع‌ترین امپراتوری به‌شمار می‌رفت. در قرن هفتم پیش از میلاد، هم‌زمان با آغاز دوره ضعف اورارتو، آریایی‌ها پادشاهی ماد را تأسیس کردند. با قدرت گرفتن ماد و شکست خوردن اورارتو، مادها حوالی ارمنستان امروزی ساکن شدند که نتیجهٔ ترکیب این دو قوم (گرجی و ماد) قوم ارمنی بود. در اوسط قرن ششم پیش از میلاد مسیح، هخامنشیان جایگزین مادها در حکومت بر جنوب گرجستان باستان شدند.
قرن‌های ششم تا چهارم پیش از میلاد، دوره استحکام قبایل کارتلی، عمدتاً ساکنان گرجستان شرقی شد. کشمکش بین کنفدراسیون‌های مختلف گرجی در نهایت منتج به تشکیل پادشاهی «ایبریا» به پایتختی «متسختا» شد.

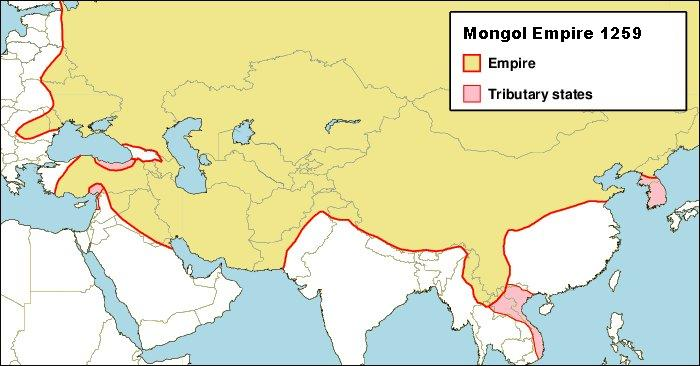
نقشه مناطق تحت حکومت مغول از سال ۱۲۵۹ میلادی (گرجستان جزو این مناطق نیست)

از زمان بنیان پادشاهی گرجستان باستان یا همان ایبریا توسط پارناواز یکم در سدهٔ چهارم پیش از میلاد تا زمان حمله مغول به گرجستان در سدهٔ ۱۳ میلادی، دورهٔ صلح و آرامش در تاریخ گرجستان است و از حمله مغول به بعد، گرجستان تاریخی پر فراز و نشیب را به ایستادگی در برابر حملات ایران، عثمانی و روسیه گذرانده است.
ایبریا (گرجستان) از هزاران سال همواره تحت نفوذ فرهنگی سیاسی و قومی هخامنشیان اشکانیان و ساسانیان بوده، به‌ویژه در زمان ساسانیان یعنی ساسانیان ایبری چهار خاندان بزرگ ایرانی‌تبار خسرویانی‌ها، گوارامی‌ها، نرسیانی‌ها و باگراتیونی‌ها با ازدواج و پیوند با سایر خاندان‌های بزرگ منطقه تأثیرات شگرفت و بزرگی در تحولات ایبریای قفقاز (گرجستان) داشته‌اند به طوریکه سلسله فرمانروایی‌ها و پادشاهی‌ها تا قرن نوزدهم میلادی همواره تحت تأثیر این خاندان‌ها بوده است. تأسیس و ساخت شهر تفلیس پایتخت گرجستان نیز به فرمان واختانگ یکم از سلسله پادشاهی خسرویانی‌ها بوده است.
نقطهٔ اوج تاریخ ارتباط گرجستان و ایران، دوران صفویه بوده که مهم‌ترین رویدادهای آن عبارتند از:
- حملات پی در پی ارتش امپراتوری صفویان به قفقاز و گرجستان

گرجی‌ها در زمان صفویه به مقامات عالی و بسیار والای لشکری و حکومتی رسیدند.
- کوچ اجباری ۳۰۰۰۰۰ (سیصد هزار) تَن از گرجی‌ها به قزوین، گیلان، مازندران، گلستان، اصفهان، سمنان، خراسان و فارس
- برقراری متناوب حکومت صفویان بر شرق و حکومت عثمانی‌ها بر غرب گرجستان

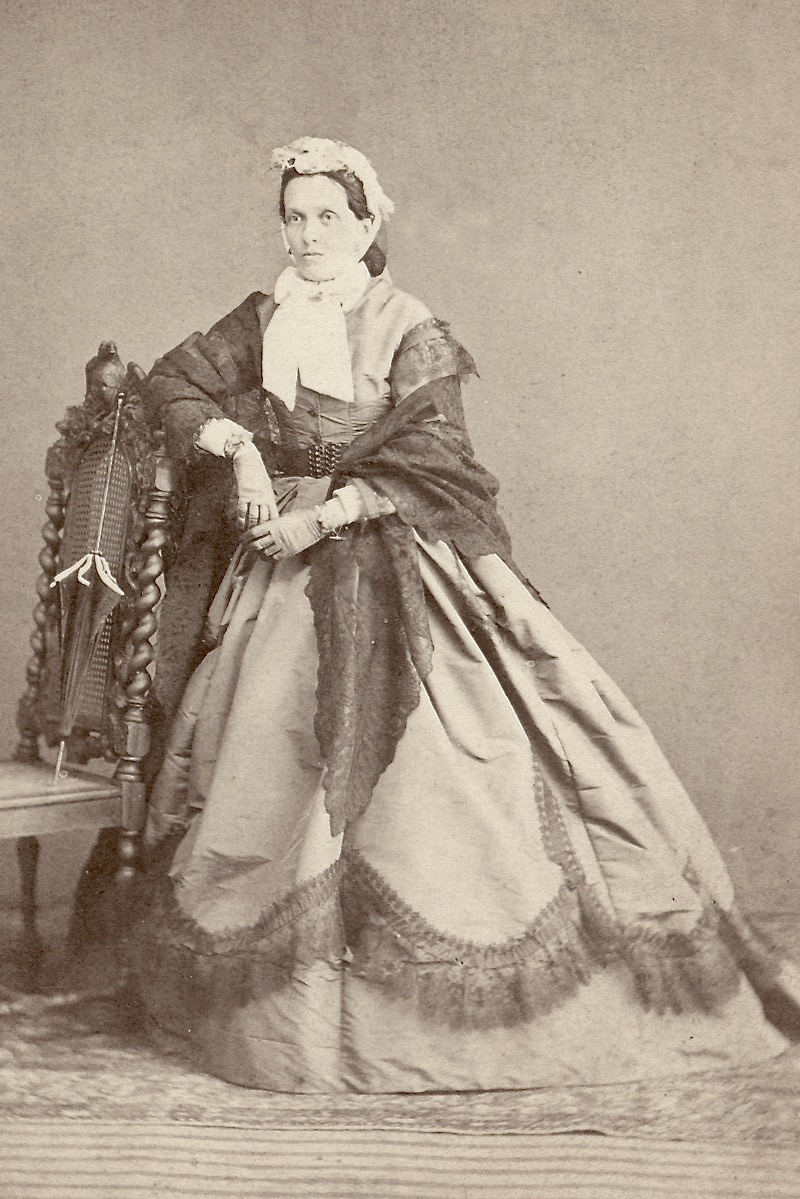
نینو قیپیانی از مخالفان سلطهٔ امپراتوری روسیه بر گرجستان

پس از صفویان، نادر شاه افشار به گرجستان حمله کرد تا عثمانی‌ها را از گرجستان بیرون رانده و مجدداً به خاک ایران برگرداند پس از آن ۳۰٬۰۰۰ (سی هزار) گرجی را به خراسان کوچاند. آغامحمدخان قاجار نیز پس از حمله به تفلیس، با قتل‌عام مردم آن شهر، یکی از خونبارترین وقایع تاریخ گرجستان را رقم زد و ۱۵٬۰۰۰ گرجی را نیز به ایران کوچاند.
پس از آن در سال ۱۷۸۳ م طبق معاهدهٔ گئورگیوسک گرجستان تحت حمایت روس شده و در سال ۱۸۰۱ م روسیه، گرجستان را به عنوان یکی از فرمانداری‌های خود اعلام نمود و رژیم تزاری در گرجستان برقرار شد.
پس از انقلاب روسیه در سال ۱۹۱۸ گرجستان در تاریخ ۲۶ مه اعلام استقلال کرد و گرچه سه سال بعد با حمله ارتش سرخ شوروی جکومت مستقل گرجستان پایان یافت ما امروزه نیز این تاریخ را به عنوان روز استقلال گرجستان جشن می‌گیرند. گرجستان پس از استقلال از شوروی، درگیر چند مسئله قومی بسیار حاد گشت و خواسته‌های جدایی‌طلبانه موجب بروز دو منازعه جدی داخلی گردید. مناظره آبخازیا و اوستیای جنوبی و مسئله‌آفرینی آجاریا، عملاً دولت گرجستان را در آستانه فروپاشی و تجزیه قرارداد و برای مدتی این کشور را در زمره کشورهای ناکام مطرح کرد. در دوره پس از استقلال این جمهوری، هنوز دو منطقه آبخازیا و اوستیای جنوبی از خواسته‌های تجزیه‌طلبانه دست برنداشته و عملاً دولت گرجستان نتوانسته است بر این دو منطقه اعمال کنترل نماید.
با امضای عهدنامه گرجیوسک در سال ۱۷۸۳، گرجستان تحت‌الحمایهٔ روسیه شد و حدود بیست سال بعد یعنی در سال ۱۸۰۱ میلادی، روسیه، گرجستان را به عنوان یکی از فرمانداری‌های خود اعلام نمود و رژیم تزاری در گرجستان برقرار شد. گرجستان پس از انقلاب اکتبر روسیه در سال ۱۹۱۸ اعلام استقلال کرد، اما ارتش سرخ شوروی در سال ۱۹۲۱ میلادی (۱۳۰۰ شمسی) به گرجستان حمله کرده و به مدت ۷۰ سال، گرجستان یکی از جمهوری‌های شوروی بود تا اینکه در سال ۱۹۹۱ میلادی (۱۳۷۰ شمسی)، به استقلال رسمی رسید.

## تقسیمات کشوری و اداری
کشور گرجستان به ۸ استان، یک منطقه خود مختار (اوستیای جنوبی به مرکزیت تسخینوالی) و ۲ جمهوری خودمختار به نام‌های آجاریا به مرکزیت باتومی و آبخازیا به مرکزیت سوخومی تقسیم می‌گردد. آجاریا و آبخازیا زیر نظر و تحت حاکمیت دولت مرکزی گرجستان به فعالیت می‌پردازند و فرمانداران این مناطق از طرف دولت مرکزی انتصاب و هدایت می‌شوند. اوستای جنوبی نام رسمی این استان نمی‌باشد و روسیه به این منطقه اوستیای جنوبی می‌گوید نام اصلی و باستانی این منطقه استان سامچابلو می‌باشد.
پایتخت این کشور تفلیس (به گرجی: თბილისი)، (تلفظ: تْبیلیسی) و شهرهای مهم آن کوتائیسی، باتومی، روستاوی، زوگدیدی، گوری و پوتی می‌باشند.

## آب و هوا

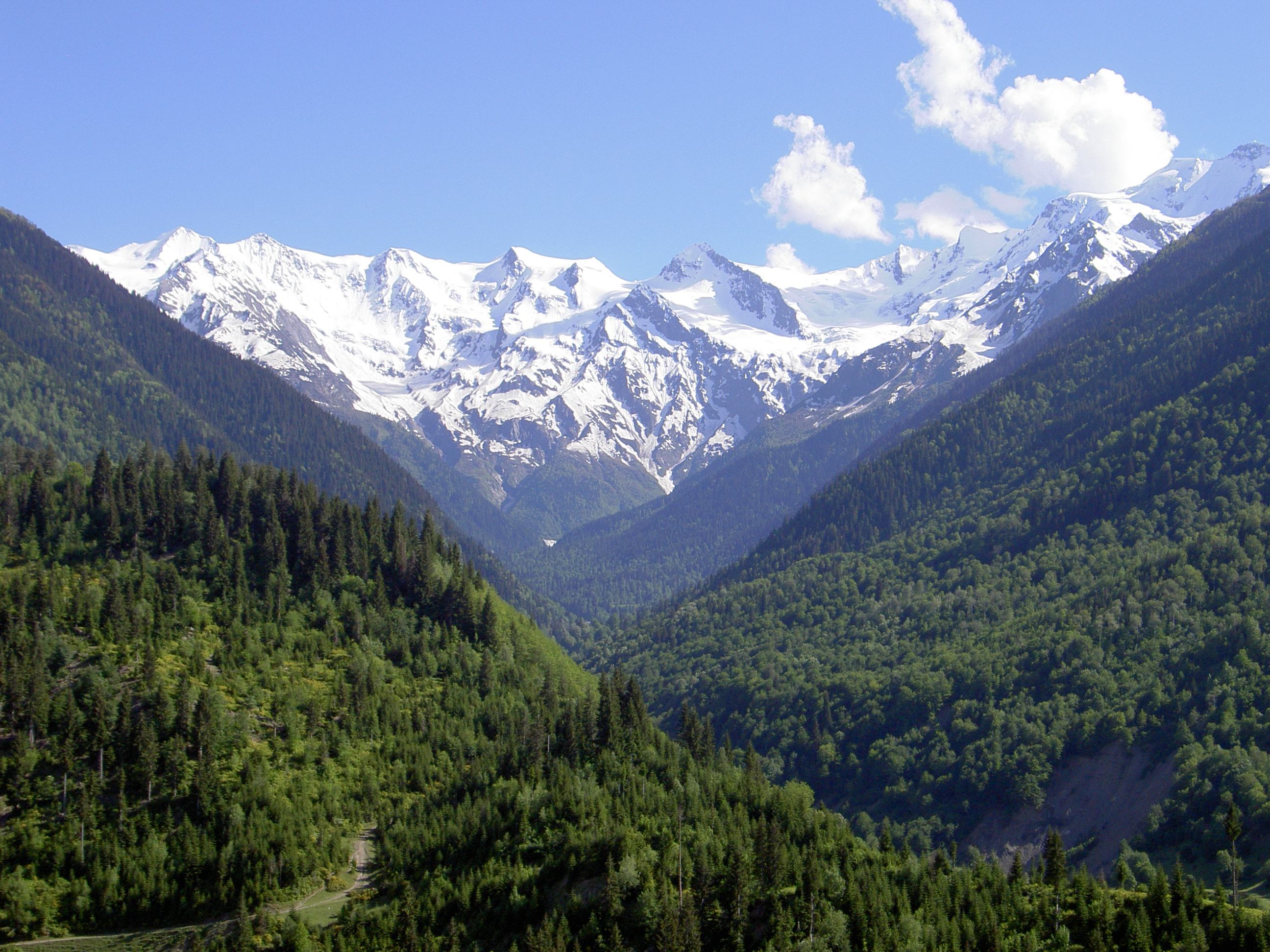
طبیعت گرجستان

سرزمین گرجستان از دید اقلیمی منحصر به فرد است، یعنی هر چهار فصل سال دیده می‌شود به‌طوری‌که در یک زمان در کناره‌های دریای سیاه هوای تابستانی در میان نخل‌های حکم فرماست؛ در تپه ماهورهای پایکوهی، رویش علف‌های تازه و گل‌های بهاری، همچنین در کوهستان، مه غلیظ همچون ابری که با ریزش برف و باران همراه است وجود دارد.
اما کوه‌های قفقاز بزرگ همچون قازبگی و دیگر کوه‌ها، از برف ضخیم پوشیده شده‌اند. در مجموع آب و هوای گرجستان تابعی است از موقعیت جغرافیایی این سرزمین، توده‌های هوای اشباع شده از بخارات آب دریای سیاه از سمت غرب وارد دالان قفقاز و در گرجستان غربی باعث بارندگی متناوب می‌شود و با از دست دادن نسبتی رطوبت از رشته کوه‌های سورامی، مسختی و ارسیانی وارد گرجستان شرقی می‌شود.
شاید به همین دلیل است که گرجستان شرقی بارندگی کمتری را دریافت می‌کند و آب و هوای آن خشک‌تر است.

## ناهمواری‌ها
کشور گرجستان عمدتاً کوهستانی است. بیش از ۸۰٪ قلمرو این سرزمین را کوهستان‌ها و تپه ماهورها پوشانده است. فعالیت‌های عادی مربوط به زلزله در نواحی دارای ساختار آتشفشانی در گرجستان جنوبی آشکار شده است. بلندترین قله گرجستان، قازبگی با ارتفاع آن ۵٬۰۴۷ متر در شمال شرق قرار دارد.
برخلاف کلیات عمومی کوه‌شناسی، قسمت گرجستان قفقاز بزرگ، در مطابقت با زمین‌شناسی و ساختار اصلی ناهمواری، به سه قسمت غربی، مرکزی و شرقی تقسیم شده است.

### قفقاز بزرگ

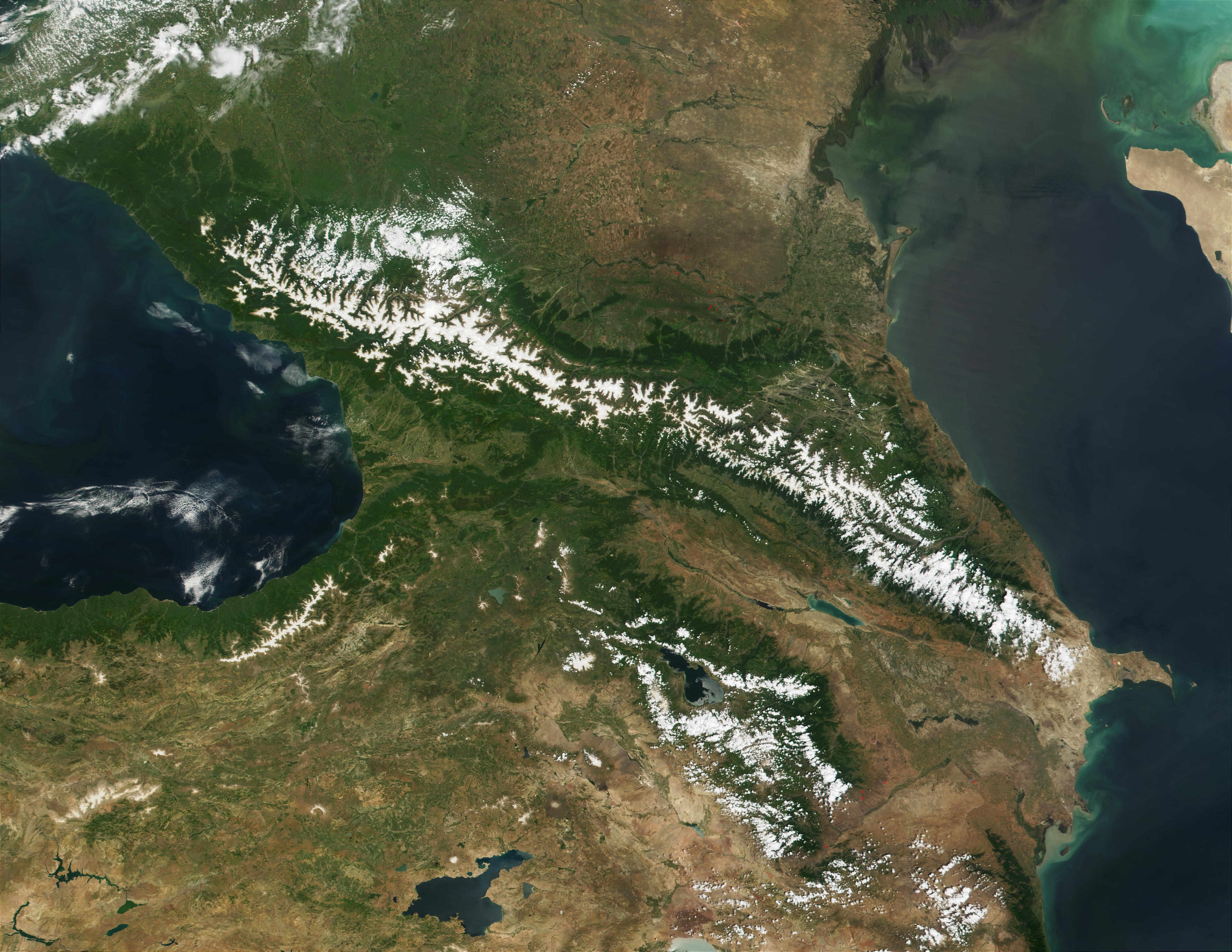
تصویر ماهواره‌ای قفقاز

با گذر از غرب به شرق در امتداد رشته کوه قفقاز بزرگ، امکان مشاهدهٔ افزایش تدریجی آب پخشان اصلی بین رودخانه‌های دامنه‌های شمالی و جنوبی و همچنین کوه‌های نوک نیزی که به طرف سواحل دریای سیاه و اراضی پست کولخیس، کشیده شده‌اند، وجود دارند. همهٔ نواحی کوهستانی که بین دره «پسو» و مرزهای شرقی جمهوری خودمختار آبخازیا کشیده شده‌اند،
«قفقاز غربی» نامیده می‌شود. رشته اصلی قفقاز غربی همچون برآمدگی‌های عظیمی، پوشیده از قلل صخره‌ای برافراشته است که در بین آن، یخچال‌هایی در عمق حفره‌های سیرکی قرار دارند. ستیغ عظیم قفقاز بزرگ، نزدیک هزار متر بالاتر از خط برف‌های دائمی است. گذرگاه‌های کوهستانی، که در اغلب موارد، جاده‌ای مالروست. در ارتفاع ۲۴۰۰ تا ۳۰۰۰ متری از سطح دریا قرار دارند.
قلل قفقاز بزرگ پوشیده از برف‌های دائمی است. واریزهای موجود درپای قله‌ها حاصل قرن‌ها فرسایش هوازدگی است. اختلاف شدید بین دمای شبانه روز، سبب تخریب حتی سنگ‌های سختی جون گرانیت، گنیس و شیست‌های دگرگون می‌شود که بیشترین قسمت رشته کوه‌ها را تشکیل می‌دهند.
آبشارهای یخی که از زبانه‌های یخچالی تشکیل می‌شود، بر روی حصارهای سنگی جریان می‌یابد و به درون دره‌های تنگ و عمیق سرازیر می‌شود. این آبشارها تعداد بی‌شماری جویبار و نهر را تغذیه می‌کند که رودهای کوهستانی در پایین تشکیل می‌دهند.
در قسمت شرقی قفقاز غربی، رشته کوه‌های آهکی کوتاه ترند و برآمدگی‌های نسبتاً کوتاهی را تشکیل می‌دهند. یکی از این رشته کوه‌ها توسط رود غالیدزگا به‌طور عمیق بریده شده است. از بالای کانیون، مجدداً می‌توان دامنه‌های شیبدار کوه‌ها را دید. این‌ها، هرچند از آهک تشکیل نیافته‌اند، اما عمدتاً ماسه سنگ‌های سخت صخره‌های آتش فشانی قدیمی هستند.
در پرتگاه‌های نوک تیز، که اخیراً با جنگل‌های غیرقابل نفوذی پوشیده شده، یکی از مراکز صنعتی گرجستان، شهر تقوارچلی قرار دارد که در دورهٔ شوروی ساخته شده است. در این ناحیه، زغال‌سنگ در ماسه سنگ‌های ژوراسیک یافت شده است.

### ناحیه بین کوهی شرق کولخیس

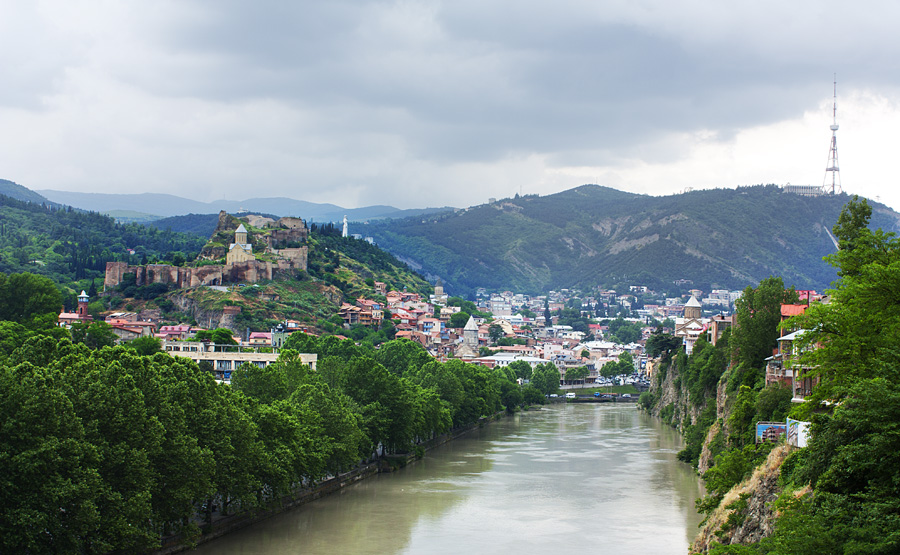
تفلیس

در طول رشته کوه سورامی، شاخه شرقی اراضی پست بین کوهی گرجستان واقع شده است. این منطقه طبیعت گوناگونی دارد. در جنوب دامنه‌های پلکانی رشته کوه‌های تریالتی سر برافراشته‌اند.
در طول پایکوه‌های آن دره رود متکواری قرار دارد که در حاشیه بستر آن راه‌آهن کشیده شده است.

### قفقاز کوچک
قسمتی از منطقه کوهستانی، قفقاز کوچک است که در امتداد مرزهای گرجستان کشیده شده است. این منطقه دارای دو قسمت جداگانه از نظر ساختار و ناهمواری است. قسمت شمالی، رشته کوه‌های چین خورده حاشیه‌ای و بلندی‌های آتش فشانی جاواختی است. قسمت بعدی که از دریای سیاه تا تفلیس کشیده شده است، عمدتاً از سنگ‌های آتش فشانی ترشیاری پایین تشکیل شده‌اند. اراضی مرتفع آتش فشانی از لایه‌های جوان ترشیاری بالا و گدازه‌های کواترنری تشکیل شده‌اند که فلات بلندی را با زنجیره‌ای از مخروط‌ها و گنبدی‌های آتش فشان‌های خاموش به وجود آورده است.

## آب‌شناسی

### رودها

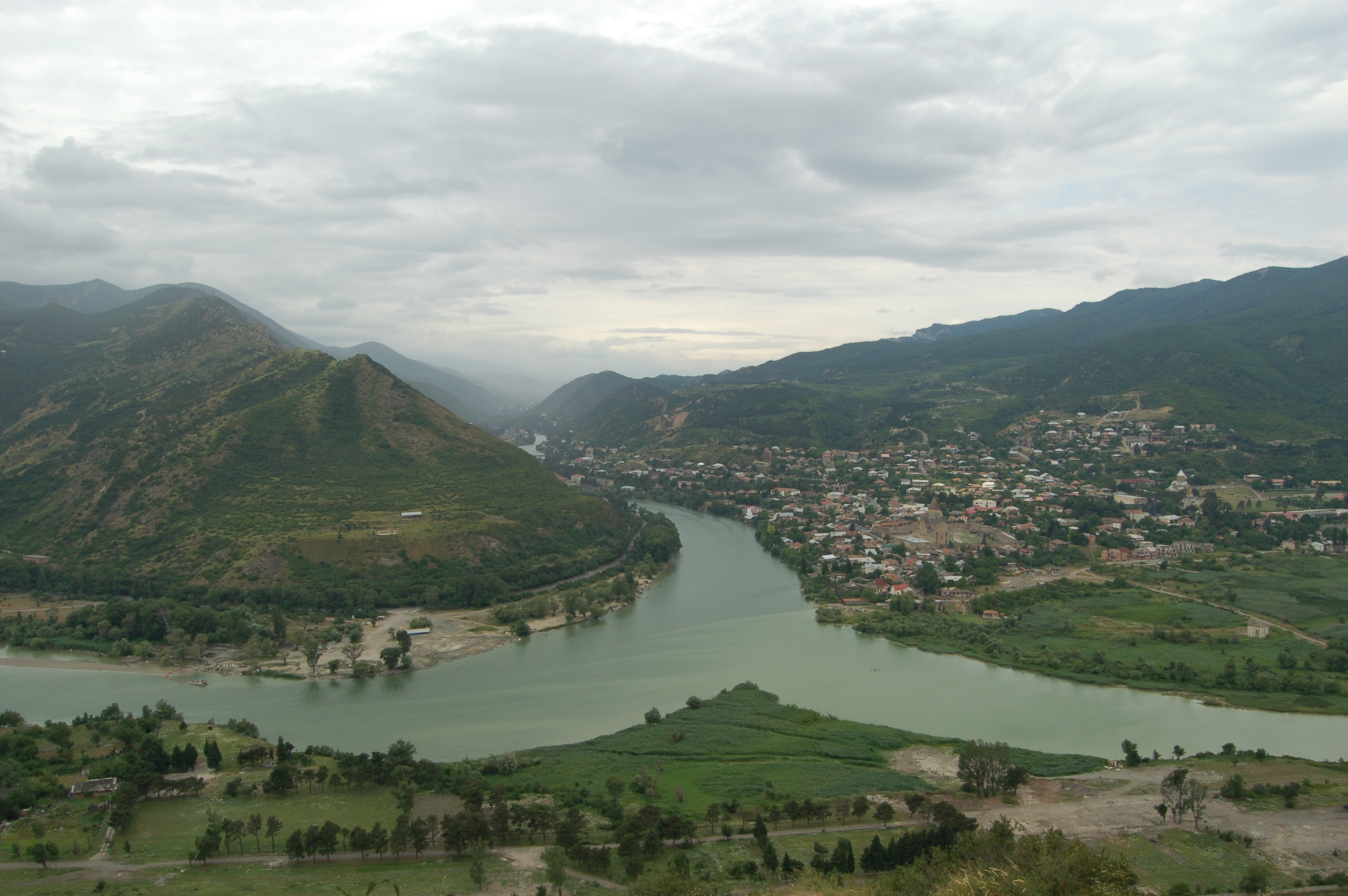
برخورد دو رود متکواری و آراگوی

رشته کوه‌های سورامی، مسختی و ارسیانی، رودهای گرجستان را به دو حوضهٔ دریای سیاه و دریای خزر تقسیم می‌کنند. به علت بارندگی فراوان، رودهای حوضهٔ دریای سیاه شبکه متراکم تری را تشکیل داده و حجم آب بیشتری را نسبت به گرجستان شرقی، جاری می‌سازد. گرجستان غربی با تعداد زیادی از رودهای کوچک که از نزولات باران و قسمتی از مرداب‌ها تغذیه می‌شوند، مشخص می‌شوند. این رودها مستقیماً وارد دریای سیاه می‌شوند. در حوضه رود متکواری چنین نمونه‌هایی از رودهای مردابی وجود ندارد، اما رودها دارای جریان‌های فصلی هستند و در تابستان این رودها خشک می‌شوند. در گرجستان غربی، جایی که سنگ‌های کربناته، گسترش یافته است، رودهای زیادی از چشمه‌ها یا جویبارهایی سرچشمه می‌گیرند که از حفره‌های کارست‌های زیرزمینی بیرون می‌آیند. در سرزمین‌های بلند جاواختی در گرجستان جنوبی رودهایی وجود دارند که توسط دریاچه‌ها و به مقدار زیاد از آب‌های زیرزمینی تغذیه می‌شوند.
رودخانه‌های گرجستان دارای اهمیت اقتصادی بسیارند. بر طبق برآوردهای منابع برق آبی، گرجستان جای مهمی را در بین کشورهای مستقل مشترک‌المنافع (CIS) اشغال می‌کند و بسیاری از کشورهای خارجی از جمله فرانسه، ایتالیا، اسپانیا، اتریش، یونان، پرتغال، صربستان، مجارستان، آلمان و بلژیک جلوتر است.

### دریاچه‌ها

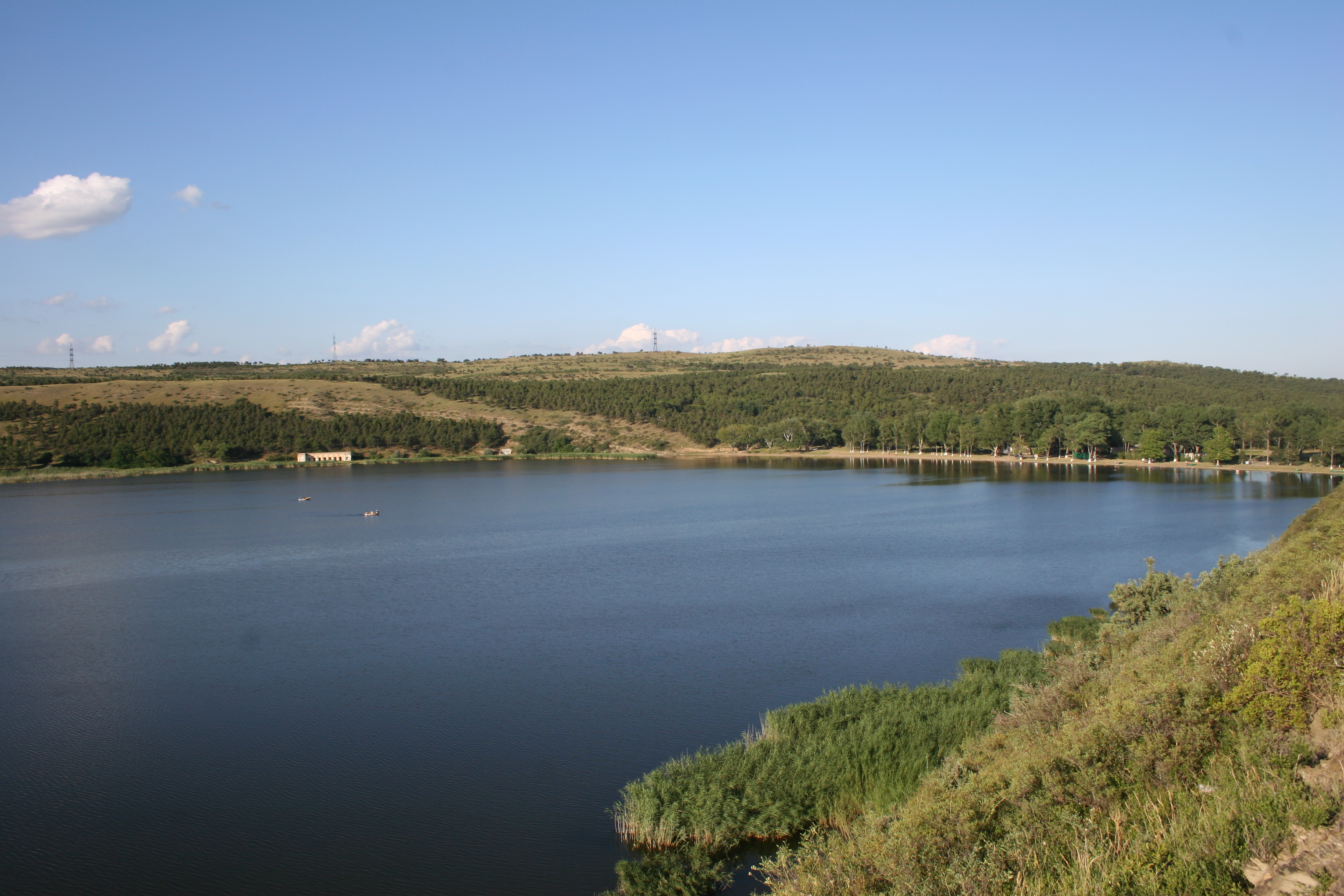
دریاچهٔ لیسی تفلیس

تعداد دریاچه‌های گرجستان اندک است و اغلب آن‌ها کوچک می‌باشند و در چشم‌انداز گرجستان نقشی ایفا نمی‌کنند. هرچند، دریاچه‌های این کشور از نظر منشأ متفاوت اند اما دارای شکل زیبایی هستند.
سرزمین‌های بلند جاواختی بیشترین تعداد دریاچه هارا داراست. در گرجستان شرقی دریاچه «بازالتی» قرار دارد و در داخل محدوده شهر تفلیس دریاچه کوچک «لیسی» واقع شده است. تعداد زیادی دریاچه‌های مصنوعی در گرجستان ایجاد شده است. تعدادی از آن‌ها حتی از دریاچه‌های طبیعی است.

### یخچال‌ها

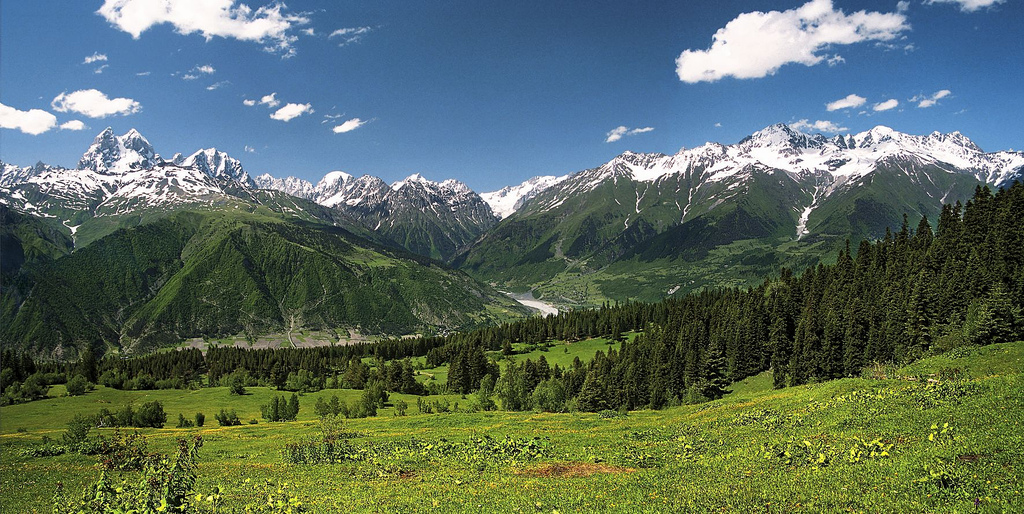
یخچال سوانتی

در رشته کوه قفقاز مرکزی در قلمرو گرجستان، تعداد زیادی یخچال وجود دارد. این مورد طبیعی است، زیرا حد برف‌های دائمی در قسمت غربی این رشته کوه در ارتفاع ۳۰۰۰ متری و در قسمت شرقی در ارتفاع ۳۴۰۰ متری از سطح دریا قرار دارد. صدها کوه از رشته کوه‌های قفقاز بزرگ، بالاتر از این ارتفاع واقع شده‌اند. بسیاری از یخچال‌های گرجستان در دامنه‌های جنوبی قفقاز بزرگ، متمرکز شده‌اند. بسیاری از یخچال‌های گرجستان کاملاً بزرگ و گسترده هستند. به ویژه تعداد یخچال‌های بزرگ در حوضه رود «انگوری» به حدود ۱۷۰ یخچال می‌رسد. بزرگ‌ترین آن‌ها عبارت اند از: «تویبری» (به طول ۱۰ کیلومتر)، «لکزیری» (به طول ۱۳٫۵ کیلومتر) و «تسانری» (به طول ۱۲ کیلومتر).
یخچال‌ها دارای اهمیت اقتصادی قابل توجهی هستند. این یخچال‌ها رودهای بزرگ گرجستان را تغذیه می‌کنند. در تابستان، یخ‌های ذوب شده در یخچال‌ها آب رودخانه‌های ریونی، انگوری، تِرِک، و سایر رودها را با حجم زیاد تغذیه می‌کنند.

### آب‌های معدنی
قفقاز جنوبی، به ویژه در گرجستان، ناحیهٔ آتش فشان‌های فعال دوره‌های اخیر زمین‌شناسی است، که ناحیه‌ای زلزله خیز متراکم با حرکت‌های تکتونیکی جدید است. فعلیت نیروهای تحت‌الارضی با چشمه‌های آب گرم و معدنی مشخص می‌شود که در بسیاری از قلمرو گرجستان از زمین خارج می‌شوند.
«آب حیات» را می‌توان به چشمه‌های آب گرم و رادیواکتیویته «تسقالتوبو» لقب داد. چشمه‌های معدنی قلیایی-کربنیک مرکز آسایش گاهی «برجومی» در سراسر جهان شناخته شده است. آب‌های معدنی «منجی» با آب‌های «ماتسستا» در نزدیکی «سوچی» قابل مقایسه است. چشمه‌های قلیایی-نمکی «سایرمه»، «لوگلا»، «زواره» در «جاوا» شبیه چشمه‌های «سِن توکی» هستند. سرانجام اینکه چشمه‌های گوگردی-قلیایی تفلیس بسیار معروف می‌باشند.

## خاک‌شناسی
در قلمرو گرجستان طیف وسیعی از خاک‌ها، از خاکستری-قهوه‌ای و شور نیمه بیابانی، یعنی خاک‌های استپی خشک و خاک‌های جنگل‌های معتدل مرطوب تا خاک‌های سرخ و پودزولی نواحی جنب مداری و خاک‌های چمنی آلپی گسترده شده است.
با وجود تفاوت‌های طبیعی اساسی بین گرجستان شرقی و گرجستان غربی، خاک‌های این دو ناحیه نیز به ویژه در اراضی پست بین کوهی، با هم تفاوت دارند.
خاک‌های چمنی-کوهستانی سرزمین‌های بلند آتش فشانی گرجستان جنوبی، ویژگی‌های مخصوص خود را دارا هستند. در این‌جا، در فلات «آخالکالاکی»، در همسایگی «تسالکا»، «دمانیسی» و «گومارتی» تا ارتفاع ۱۲۰۰–۲۰۰۰ متری، خاک‌های چرنوزم کوهستانی، خاک‌های غالب است. اندکی بالاتر، در رشته کوه‌های «جاواختی»، «تریالتی» و «سامسارا» این خاک‌ها با خاک‌های چمنی-کوهستانی جایگزین می‌شوند. خاک‌های چمنی-کوهستانی گرجستان پوشیده از چمنزارهای آلپی و نیمه آلپی است که اساس دامپروری را تشکیل می‌دهد.

## جغرافیای زیستی

### پوشش گیاهی

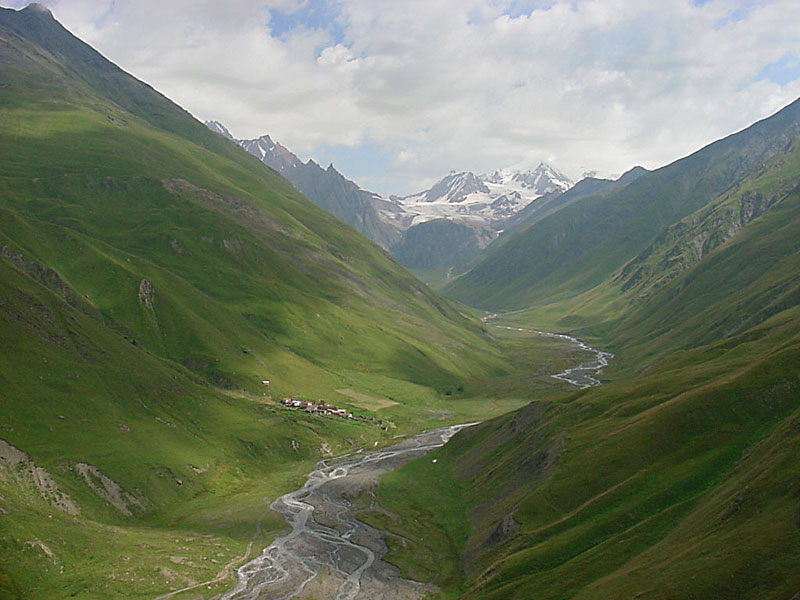
متیانتی

طبق برآوردها، حدود ۴۰۰۰ گونه گیاهی در گرجستان یافت می‌شود. جنگل‌ها، مهم‌ترین ذخایر گیاهی گرجستان را دارا هستند که حدود یک سوم از قلمرو کشور را در بر می‌گیرند.
ناحیه بندی عمودی به روشنی با گرجستان کوهستانی مشخص می‌شود. پوشش گیاهی گرجستان شرقی متفاوت با گرجستان غربی است. پوشش گیاهی گرم و مرطوب گرجستان غربی فراوان و گوناگون است.
پوشش سبز زمین‌های پست کولخیس و تپه‌های پایکوهی گرجستان غربی بسیار غنی است. جنگل‌های درختان بارونده در خاک‌های باتلاقی کولخیس رشد کرده‌اند. گونه‌های متعددی از بلوط (ایمرتیاتی، ایبریایی، هارتویس) راش، شاه بلوط، ممرز و توسکا متناوباً با افرا، خرمالو، زبان گنجشک، زیرفون، گلابی، سیب و راش شرقی جایگزین می‌شود.
چمنزارهای کوتاه آلپی و گونه‌های فرش مانند، بلندی‌ها از ۲۳۰۰–۲۴۰۰ تا ۲۹۰۰–۳۰۰۰ متری از سطح دریا، پوشش گیاهی غالب را تشکیل می‌دهند. در این‌جا گیاهان کوتاه با گل‌های درشت و زیبا (جنتیانای زرد، علف خُنازیر، شقایق قفقازی و…) می‌رویند. در بالای ناحیهٔ آلپی، کوهستان‌ها عاری از پوشش گیاهی ممتد است.

### حیات جانوری

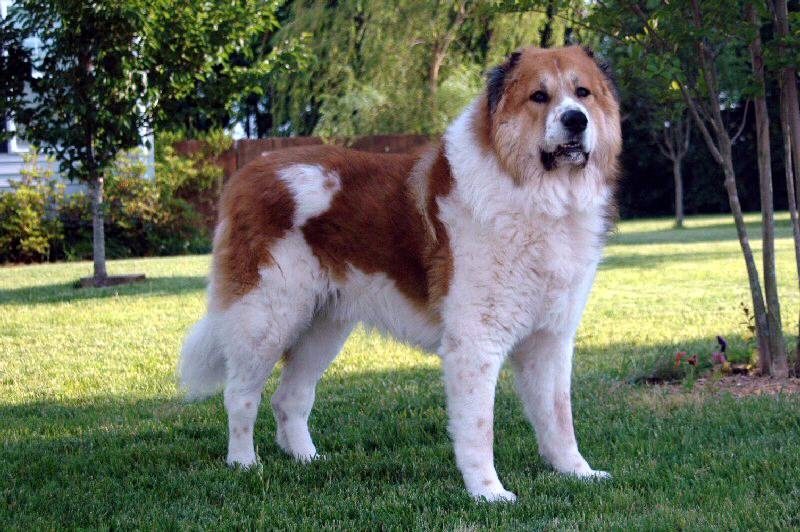
سگ قفقازی

در گرجستان جانوران زیادی وجود دارد که به جهت گوناگونی چشم‌اندازها منحصر به فرد است، (از ناحیه جنب مداری تا کوهستان‌های پوشیده از برف). در این‌جا گونه‌های جانوری بومی، از جمله جانوران مهاجر از سایر نواحی جانوری، یافت می‌شود. در گرجستان نواحی جانوری در ارتباط با ارتفاع کاملاً مشخص هستند (از نواحی استپی و جنب مداری مرطوب تا نواحی آلپی). در نواحی آلپی قفقاز بزرگ، گونه‌های متفاوتی از گوسفند و بز کوهی زندگی می‌کنند.
پرندگانی که در ناحیه آلپی لانه می‌سازند شامل خروس برفی، زاغی، خروس زیبای قفقازی، که در بیشه‌ها زندگی می‌کنند و پرندگان شکاری از قبیل عقاب طلایی و کرکس ریشدار است.
ماهی‌های زیادی در آب‌های داخلی این کشور وجود دارد. رود متکواری و شاخابه‌های آن مسکن مارماهی دریای خزری، ماهی آزاد، ماهی سفید، گربه ماهی، شاه ماهی، اردک ماهی و ماهی کپور است. رودهای کوهستانی مملو از ماهی قزل آلاست.

## جمعیت‌شناسی

### خصوصیات جمعیتی

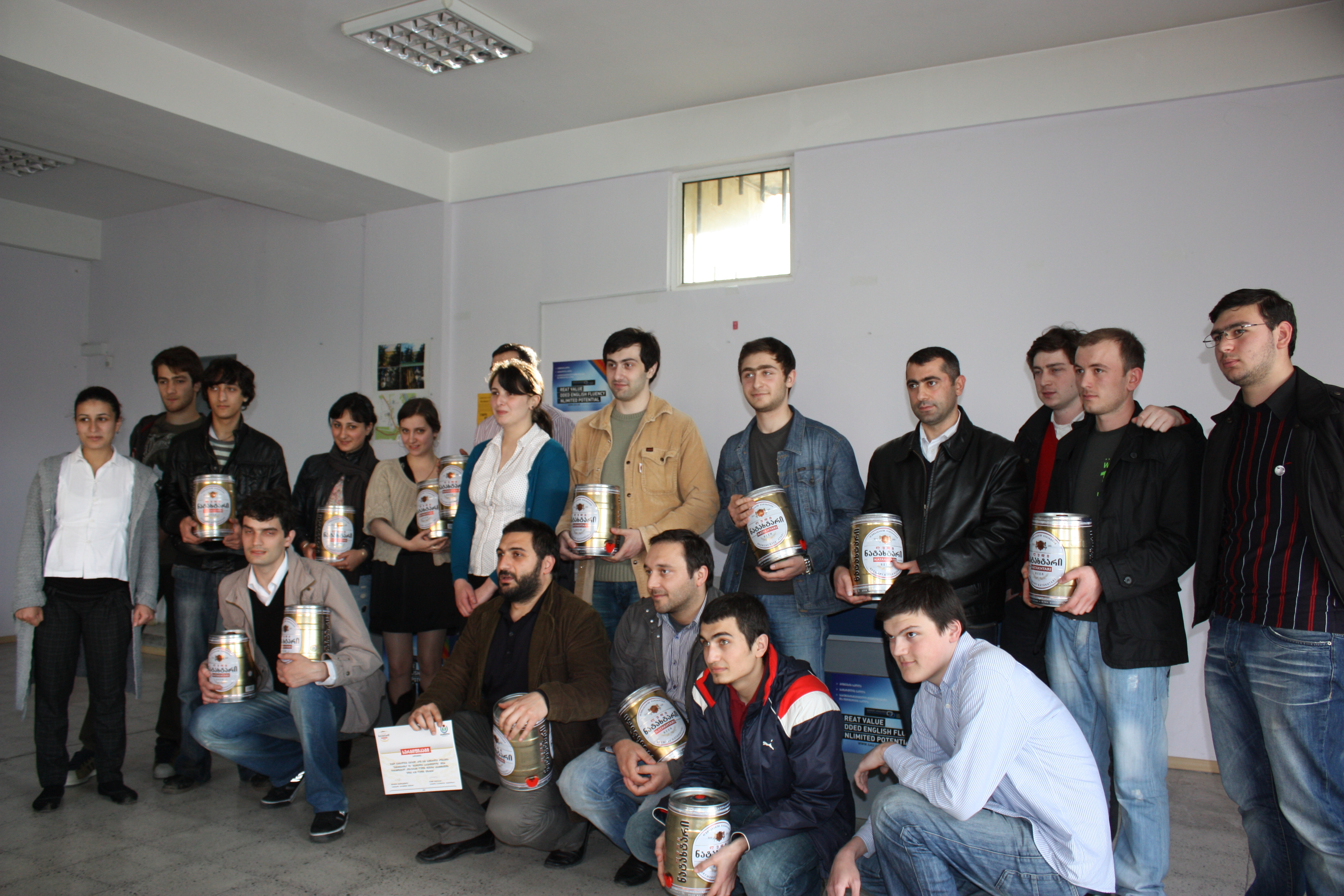
ویکی‌نویس‌های گرجستان

در سال ۲۰۰۶ میلادی کشور گرجستان دارای ۴٬۶۶۱٬۴۰۱ تن جمعیت بوده که از این تعداد ۲٬۲۳۷٬۴۷۲ تن (۴۸٪) مردان و ۲٬۴۲۳٬۹۲۸ تن (۵۲٪) را زنان تشکیل داده‌اند. نرخ رشد جمعیت در گرجستان از سال ۱۹۷۵ تا ۲۰۰۵ میلادی، ۰٫۳- درصد بوده است. بر اساس آمار سال ۲۰۰۳ میلادی، نسبت زاد و ولد ۸ در ۱۰۰۰ و نسبت مرگ و میر ۱۰ در ۱۰۰۰ اعلام گردیده است.
طبق آخرین اعلام مرکز آمار گرجستان در ژانویه ۲۰۲۱، جمعیت از سال ۲۰۲۰ حدود ۱۲٬۰۰۰ تن افزایش پیدا کرده و به رقم ۳٬۷۲۸٬۶۰۰ تن رسیده است. در این میزان بیش از ۳۲٪ از کل جمعیت این کشور (۱٬۲۰۲٬۷۰۰ تن) در پایتخت این کشور زندگی می‌کنند و نسبت جمعیتی زنان و مردان بدون تغییر بوده و ۴۸٪ را مردان و ۵۲٪ را زنان شکیل داده‌اند.

### ترکیب سنی و جنسی
بر اساس آمار موجود در سال ۲۰۰۷ میلادی، ۱۹٪ از کل جمعیت کشور گرجستان زیر ۱۴ سال، ۶۶٪ بین ۱۵ تا ۶۴ سال و ۱۵ ٪ بالای ۶۵ سال را تشکیل می‌دهند. میزان امید به زندگی در سال ۲۰۰۴ میلادی، در گرجستان ۷۰٫۶ سال بوده است.

### جمعیت شهری و روستایی
میزان جمعیت روستایی کشور گرجستان در سال ۲۰۰۱ میلادی، ۴۴٪ از کل جمعیت این کشور بوده است. این رقم در سال ۱۹۸۰ میلادی، ۴۸٪ بوده است که بر این اساس نرخ جمعیت روستایی روند نزولی داشته است. نرخ رشد سالانه جمعیت روستایی بین سال‌های ۱۹۸۰ تا ۲۰۰۱ میلادی، ۰٫۱- بوده است.
جمعیت شهری این کشور در سال ۲۰۰۱ میلادی، ۳٬۱۰۰٬۰۰۰ تن (۵۷٪) بوده است. این رقم در سال ۱۹۸۰ میلادی، ۲٫۶۰۰٫۰۰۰ تن (۵۲٪) اعلام گردیده است.

## نظام آموزشی

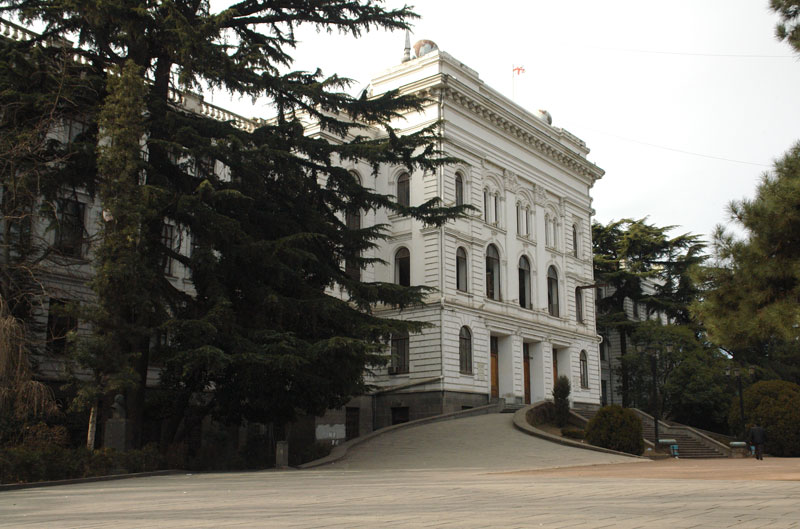
دانشگاه تفلیس

قانون اساسی گرجستان تحصیلات در مدارس تا کلاس نهم را به‌طور رایگان پیش‌بینی نموده است. هم چنین در دانشگاه‌های دولتی، دانشجویان از امکانات تحصیل رایگان برخوردار می‌باشند. در گرجستان مدارسی به زبان‌های روسی، ارمنی، آذربایجانی، آسی و آبخازی وجود دارد.
با توجه به تغییراتی که در دورهٔ پیش از دانشگاه به وجود آمده، مدت تحصیل در مدارس در مجموع به ۱۲ سال رسیده است؛ از اول تا ششم: دوره ابتدایی، از هفتم تا نهم: دوره پایه، از دهم تا دوازدهم: دوره تحصیلات متوسطه می‌باشد. از اول تا کلاس نهم اجباری و رایگان بوده، از سال دهم تا دوازدهم، اخیراً فقط بخشی از هزینه‌ها را دولت تقبل می‌کند. نوع مدارس نیز تغییر یافته است.
در سال ۲۰۰۴ میلادی، نرخ سواد در بزرگسالان (۱۵ سال و بالاتر)، ۱۰۰٪ اعلام شده است و شاخص آموزش این کشور ۰٫۸۹ بوده است.
نسبت زنان به مردان در سال ۲۰۰۱ میلادی، در دوره‌های ابتدایی، راهنمایی و متوسطه به ترتیب: ۹۵٪، ۷۳٪ و ۳۴٪ بوده است.

## بهداشت و درمان
بر اساس آمار سال ۲۰۰۰ میلادی، مخارج عمومی در زمینه بهداشت و درمان، ۰٫۷ از تولید ناخالص ملی (GDP) کشور گرجستان را به خود اختصاص داده است که این رقم در سال ۱۹۹۰ میلادی، ۳٪ بوده است. در گرجستان بیمارستان‌های بسیار پیشرفته و به روزی در طی سالهای اخیر ساخته شده است.

## فرهنگ
فرهنگ غالب گرجستان فرهنگ مردم گرجی است که عنصر اصلی فرهنگ قفقاز بوده و وجوه مشترکی نیز با فرهنگ‌های سایر اقوام قفقاز داراست. فرهنگ گرجستان جزو غنی‌ترین فرهنگ‌های دنیاست.

### زبان

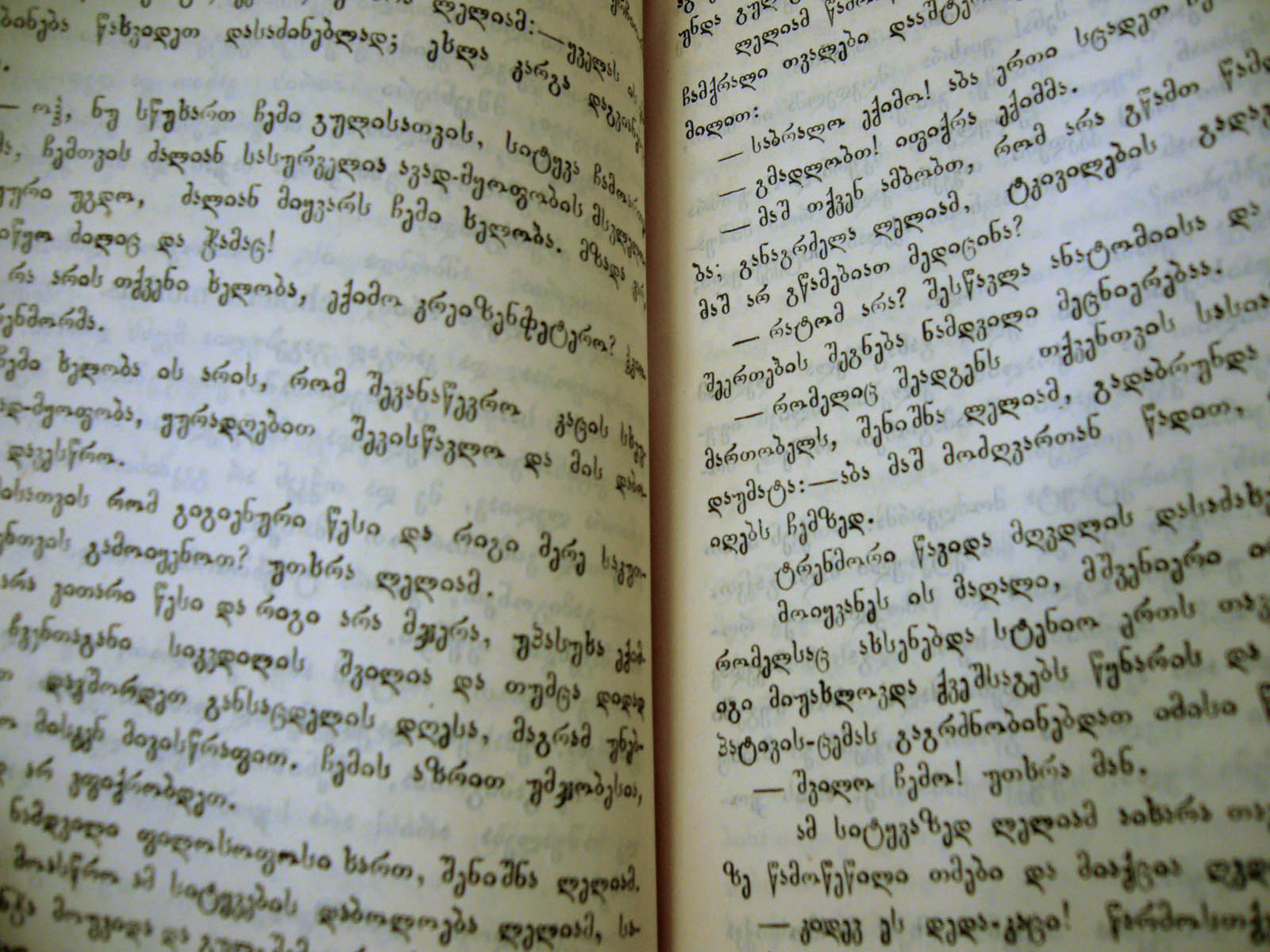
کتابی از ایلیا چاوچاوادزه به خط و زبان گرجی

زبان گرجی زبان مردم گرجی و زبان رسمی کشور گرجستان است.
زبان گرجی یکی از زبان‌های قفقازی و از خانوادهٔ زبان‌های کارتولی می‌باشد. این زبان جزو ۱۴ زبانی است که سیستم نوشتاری مخصوص خود را دارند.

### ادبیات
ادبیات گرجی قدمتی ۲٬۵۰۰ ساله دارد و چند قرن پیش از میلاد حضرت عیسی پا به عرصهٔ وجود نهاده است. از قدیمی‌ترین آثار ادبی اصیل گرجستان که تا دورهٔ معاصر به یادگار مانده عبارت است از یاکوب تسورتاولی تحت عنوان «شهادت شوشانیک» (قرن پنجم) که اثری است فوق‌العاده هنری و مشحون از ایده وفاداری به میهن، قرون ۱۲–۱۳ میلادی، دوران ادبیات کلاسیک گرجی را تشکیل می‌دهد. در این هنگام است که داستان عاشقانه و رمانتیک به نام «ویسرامیانی» ترجمه سارگیس تموگولی و مجموعه داستان‌های مربوط به «آمیران دارجانیان» نوشتهٔ موسه خونلی، منظومه‌های مدح و تحسین‌آمیز دربارهٔ «عبدالسمیع» اثر ایوانه شاوتلی و «تاماریانی» اثر چاخروخادزه به وجود آمدند.

### خط
خط گرجی یکی از ۱۶ سیستم نوشتاری موجود در جهان، و مخصوص نوشتن زبان گرجی و دیگر زبان‌های کارتولی است.
این سیستم نوشتاری شامل سه الفبای هم ارز است که عبارت اند از: آسُمْتاوْرولی، نوسْخوری و مْخِدْرولی، که امروزه فقط مخدرولی مورد استفاده رسمی و وسیع قرار دارد.
قدیمی‌ترین کتیبهٔ کشف شده از زبان گرجی، نوشته شده به نخستین الفبای گرجی یعنی آسومتاورولی و مربوط به سدهٔ یکم پیش از میلاد مسیح است.

### خوشنویسی

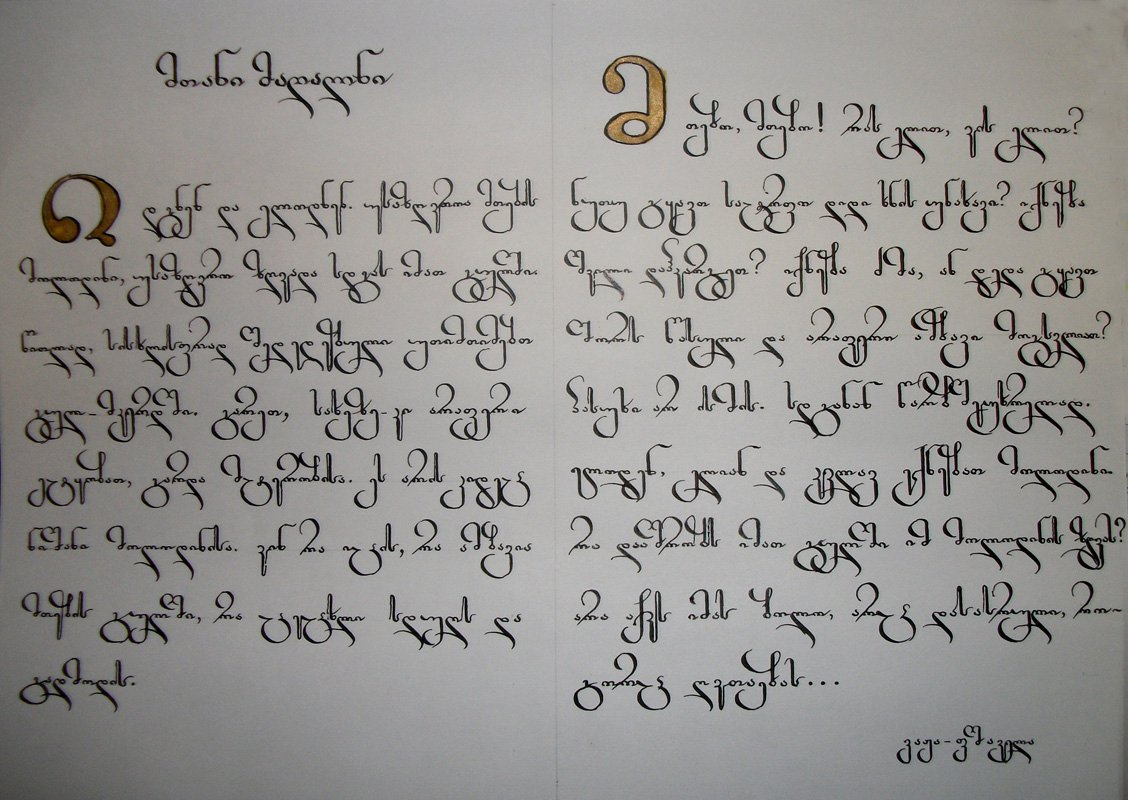
یک نوع خوشنویسی گرجی

خوشنویسی گرجی دارای قرن‌ها سابقه است. کتاب‌های دست‌نویس گرجی متعلق قرن‌های اولیه میلادی، از گنجینه‌های ملی و فرهنگی گرجستان به‌شمار می‌آیند. مسیحیت در ادبیات گرجی نقشی مهم داشته است و این راهبان کلیسای ارتدکس گرجی بوده‌اند که با نسخه‌برداری کتب مذهبی و نوشتن تاریخ گرجستان، خوشنویسی و خط گرجی را نگاه داشته‌اند.

### هنر

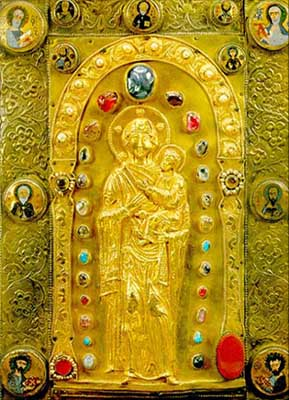
انجیل

هنر گرجی مشمول هنرهای معماری، نقاشی و صورتگری از زمان باستان در اوج شکوفایی بود. این آثار، امروزه ارزش تاریخی دارد. در نظام فئودالی ترکیب هنرهای مجسمه‌سازی و پیکر تراشی و نقاشی تابع معماری بود و جزء لاینفک آثار معماری را تشکیل می‌داد. حکاکی و کنده کاری روی فلز و سفال از کهن‌ترین هنرهای گرجستان به‌شمار می‌آید. قرون گذشته تاریخ دقیق پیدایش این هنرها را در خود محو کرده‌اند، اما بر طبق مدارک و اسناد باستان‌شناسی قدمت هنر کنده کاری و سفال‌سازی حتی به چهارهزار و پانصد سال (۴۵۰۰) پیش می‌رسد. مجسمه‌سازی، کنده کاری روی فلزات با هنرهای میناکاری روی طلا، پیوند محکم و ناگسستنی دارد. میناهای جداردار گرجی با نقوش مخصوص به خود، با رنگ‌های درخشان و خیره‌کننده و با شفافیت لعاب و سنگ‌های مصنوعی و شیشه‌های رنگین خویش، مقام اول را در جهان داراست.
استادان گرجی هنرهای تجسمی، ذوق سرشاری برای فعالیت هنری دارند، آنان آثاری راستین و الهام بخش دربارهٔ موضوعات عصر ما خلق می‌کنند. برگزاری نمایشگاه‌های بهاره و پائیزه از تابلوهای نقاشی سراسر گرجستان در گالری تابلوهای نقاشی به صورت یک آئین سنتی درآمده است. شرکت نقاشان گرجی در نمایشگاه‌های تابلوهای نقاشی در داخل و خارج کشور مانند بلژیک، ایتالیا، بریتانیای کبیر، ایالات متحده آمریکا و… همواره با موفقیت‌های بزرگی همراه بوده است.

### سینما
سینمای گرجستان
توسعه و تکامل رشته فیلم‌برداری و فیلم‌سازی برای فرهنگ ملی گرجستان، کامیابی مهمی به‌شمار می‌آید. امروزه در گرجستان هرساله ده‌ها فیلم هنری، کارتون، علمی، عمومی، مستند و غیره ساخته می‌شود. تعدادی از فیلم‌های ساخت گرجستان در جشنواره‌های بین‌المللی و سرتاسری جمهوری‌ها به دریافت جوایز و دیپلم‌های افتخار نائل شده‌اند. فیلم «پدر سرباز» در چهاردهمین جشنواره بین‌المللی مسکو موفقیت فوق‌العاده‌ای داشته است. فیلم‌هایی به نام «اوشبا»، «دشت آلازانی»، و «در ارتفاعات پامیر» در جشنواره‌های بین‌المللی فوق‌العاده ارزنده شناخته شده و به دریافت دیپلم افتخار موفق شدند. مرکز حیات فعالانه و خلاقانه کارکنان هنر سینمایی «اتحادیهٔ کارکنان رشته فیلم‌برداری» می‌باشد.

### تئاتر
تئاتر گرجستان از همان بدو پیدایش خود در جهت رئالیسم گام نهاد. بر اساس نمایشنامه‌های ملی که توسط نویسندگان با ذوقی مانند داوید کلدینشویلی، زورابی آنتونوف، شالوا دادیانی و عده‌ای دیگر تدوین گردیده بود، در پایان قرن نوزدهم و آغاز قرن بیستم، نهضت و جنبش نیرومند تئاترال به وجود آمد که گروه بزرگی از بازیگران هنرمند در راس آن قرار داشتند. در سال ۱۹۲۱ م تئاتر دراماتیک به نام شوتا روستاولی تأسیس گردید. در سال ۱۹۲۸م، تئاتر دراماتیک به نام ک. مارجانیشویلی ایجاد شد و به فعالیت هنری پرداخت. تربیت و آموزش و آماده ساختن هنرپیشگان و کارگردانان و مدیران تئاتر در انستیتوی تئاتر به عمل می‌آید. در گرجستان موزه هنر تئاتر دولتی ایجاد شده است. تئاتر تفلیس به نام گریبادوف، سنن نیکویی را در زمینه‌های فرهنگ‌های تئاتری گرجی کمک و مساعدت می‌کند، تئاتر گرجی در میان فرهنگ تئاترال جمهوری‌های شوروی سابق مقام شامخی را داشت، تئاترهای گرجستان و فعالیت برجسته آن‌ها در خارج از مرزهای گرجستان نیز از شهرت فراوانی برخوردار است.

### موسیقی
موسیقی گرجی یکی از موسیقی‌های غنی و باستانی دنیا است. آوازهای گرجیان وابسته به سرودهای کلیسایی در قرون وسطی است. چنانچه از منابع بر می‌آید دو گونه موسیقی صوتی در بیزانس و گرجستان وجود داشته است. یکی از آن‌ها یونانی و تک صوتی و دیگری گرجی و با سه درجه صوت خوانده می‌شد. از برجسته‌ترین مصنفان آهنگ‌ها باید از گریگوری مقدس از خانزتا و میخیل مودرکیلی، و ایوانه میتبواری در سدهٔ دهم نام برد.

### رقص

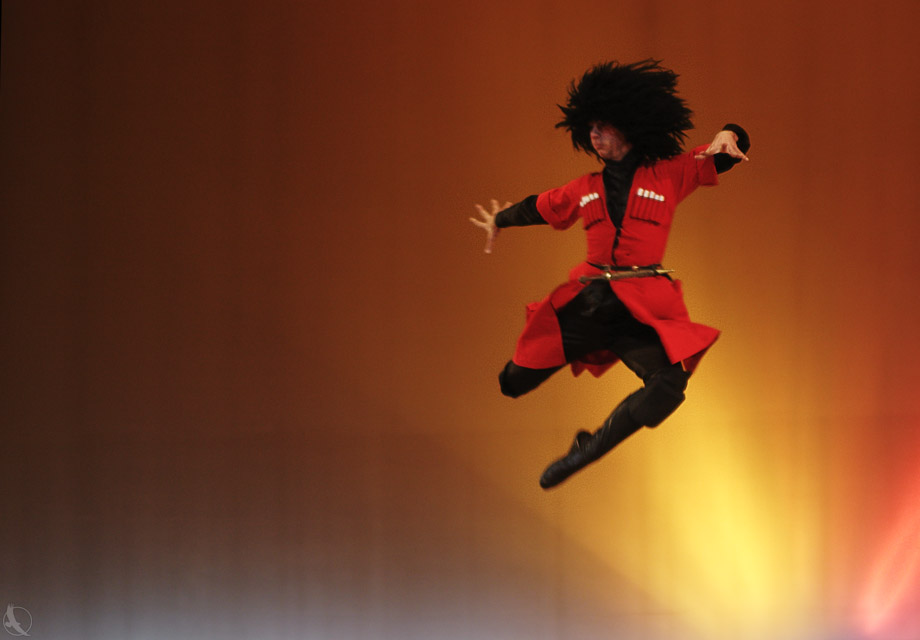
رقص گرجی

رقص گرجی یکی از رقص‌های سنتی منطقهٔ قفقاز محسوب می‌شود از سری رقص‌های فولکلوریک مردم گرجی است که از نسلی به نسل بعدی منتقل و در این پروسه توسعه و شکل گرفته است.
- رقص کارتولی
- رقص جیرانی
- رقص خورومی
- رقص آچارولی
- رقص پارتسا
- رقص قازبگوری
- رقص خنجلوری
- رقص خوسورولی
- رقص متیولوری
- رقص خونگا
- رقص سیمدی
- رقص کینتوری
- رقص سامایا
- رقص دولوری
- رقص سوانوری

## مردم

### نژاد و قومیت

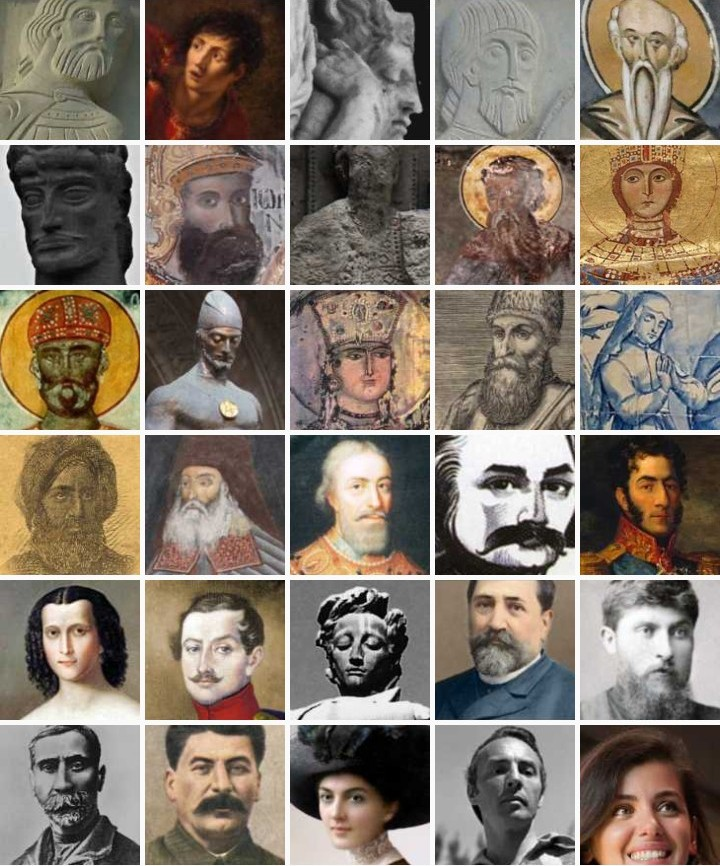
برخی از مشاهیر گرجی

گرجی‌ها بزرگ‌ترین قوم گرجستان بوده و در تمام این کشور پراکنده‌اند و قدرت مرکزی در اختیار آنان است. آذربایجانی‌های گرجستان و ارمنی‌های گرجستان نیز به عنوان بزرگ‌ترین اقلیت‌های قومی گرجستان براساس آخرین سرشماری قومی دولت گرجستان به‌شمار می‌رود.
بر اساس آخرین شمارش قومیت که توسط دولت گرجستان در سال ۲۰۰۲ صورت پذیرفت: گرجی‌ها: ۸۳٫۸٪، آذربایجانی‌ها: ۶٫۵٪، ارمنی‌ها: ۵٫۷٪، روس‌ها: ۱٫۵٪، آسی‌ها: ۰٫۹٪، کردها ۰٫۸٪ و ۱٪ نیز سایر اقوام بودند.
شاردن گردشگر سرشناس فرانسوی که توصیف دقیق و جامعی از گرجستان در سفرنامه خود نموده است چنین می‌گوید: «نژاد مردم گرجستان پاکترین و اصیل‌ترین نژادهای مشرق زمین و خالص‌ترین نژاد هاست».
| گروه قومی                                                             | آمار 19261 | آمار 19261 | آمار 19392 | آمار 19392 | آمار 19593 | آمار 19593 | آمار 19704 | آمار 19704 | آمار 19795 | آمار 19795 | آمار 19896 | آمار 19896 | آمار 20026 | آمار 20026 | آمار 20147 | آمار 20147 |
| گروه قومی                                                             | تعداد      | %          | تعداد      | %          | تعداد      | %          | تعداد      | %          | تعداد      | %          | تعداد      | %          | تعداد      | %          | تعداد      | %          |
| --------------------------------------------------------------------- | ---------- | ---------- | ---------- | ---------- | ---------- | ---------- | ---------- | ---------- | ---------- | ---------- | ---------- | ---------- | ---------- | ---------- | ---------- | ---------- |
| گرجی‌ها                                                                | 1,488,186  | 56.8       | 2,173,922  | 61.4       | 2,600,588  | 64.3       | 3,130,741  | 66.8       | 3,433,011  | 68.8       | 3,787,393  | 70.1       | 3,661,173  | 83.8       | 3,224,564  | 86.8       |
| آذری‌ها                                                                | 597,921    | 24.2       | 188,058    | 22.3       | 153,600    | 3.8        | 217,758    | 4.6        | 255,678    | 5.1        | 307,556    | 5.7        | 284,761    | 6.5        | 233,024    | 6.3        |
| ارمنی‌ها                                                               | 307,018    | 11.5       | 415,013    | 11.7       | 442,916    | 11.0       | 452,309    | 9.7        | 448,000    | 9.0        | 437,211    | 8.1        | 248,929    | 5.7        | 168,102    | 4.5        |
| روس‌ها                                                                 | 96,085     | 3.6        | 308,684    | 8.7        | 407,886    | 10.1       | 396,694    | 8.5        | 371,608    | 7.4        | 341,172    | 6.3        | 67,671     | 1.5        | 26,453     | 0.7        |
| آسی‌ها                                                                 | 113,298    | 4.2        | 147,677    | 4.2        | 141,178    | 3.5        | 150,185    | 3.2        | 160,497    | 3.2        | 164,055    | 3.0        | 38,028     | 0.9        | 14,385     | 0.4        |
| ایزدی‌ها                                                               | 2,262      | 0.1        | 12,915     | 0.4        | 16,212     | 0.4        | 20,690     | 0.4        | 25,688     | 0.5        | 33,331     | 0.6        | 18,329     | 0.4        | 12,174     | 0.3        |
| کردها                                                                 | 7,955      | 0.3        | 12,915     | 0.4        | 16,212     | 0.4        | 20,690     | 0.4        | 25,688     | 0.5        | 33,331     | 0.6        | 2,514      | 0.1        | 1,596      | 0.0        |
| اوکراینی‌ها                                                            | 14,356     | 0.5        | 45,595     | 1.3        | 52,236     | 1.3        | 49,622     | 1.1        | 45,036     | 0.9        | 52,443     | 1.0        | 7,039      | 0.2        | 6,034      | 0.2        |
| یونانی‌ها                                                              | 54,051     | 2.0        | 84,636     | 2.4        | 72,938     | 1.8        | 89,246     | 1.9        | 95,105     | 1.9        | 100,324    | 1.9        | 15,166     | 0.3        | 5,544      | 0.2        |
| آشوریان                                                               | 2,904      | 0.1        | 4,707      | 0.1        | 5,005      | 0.1        | 5,617      | 0.1        | 5,286      | 0.1        | 6,206      | 0.1        | 3,299      | 0.1        | 2,377      | 0.1        |
| یهودیان                                                               | 30,389     | 1.1        | 42,300     | 1.2        | 51,582     | 1.3        | 55,382     | 1.2        | 28,298     | 0.6        | 24,795     | 0.5        | 2,333      | 0.0        | 1,405      | 0.0        |
| آبخازی‌ها                                                              | 56,847     | 2.1        | 57,805     | 1.6        | 62,878     | 1.5        | 79,449     | 1.7        | 85,285     | 1.7        | 95,853     | 1.8        | 3,527      | 0.1        | 864        | 0.0        |
| دیگران                                                                | 65,961     | 2.5        | 58,711     | 1.7        | 37,026     | 0.9        | 38,665     | 0.8        | 39,690     | 0.8        | 50,502     | 0.9        | 18,766     | 0.4        | 17,282     | 0.5        |
| جمع کل                                                                | ۲٬۶۷۷٬۲۳۳  | ۲٬۶۷۷٬۲۳۳  | ۳٬۵۴۰٬۰۲۳  | ۳٬۵۴۰٬۰۲۳  | ۴٬۰۴۴٬۰۴۵  | ۴٬۰۴۴٬۰۴۵  | ۴٬۶۸۶٬۳۵۸  | ۴٬۶۸۶٬۳۵۸  | ۴٬۹۹۳٬۱۸۲  | ۴٬۹۹۳٬۱۸۲  | ۵٬۴۰۰٬۸۴۱  | ۵٬۴۰۰٬۸۴۱  | ۴٬۳۷۱٬۵۳۵  | ۴٬۳۷۱٬۵۳۵  | ۳٬۷۱۳٬۸۰۴  | ۳٬۷۱۳٬۸۰۴  |
| 1 منبع: . 2 منبع: . 3 منبع: . 4 منبع: . 5 منبع: . 6 منبع: . 7 منبع: . |            |            |            |            |            |            |            |            |            |            |            |            |            |            |            |            |

### ادیان و مذاهب
بر اساس آمار سال ۲۰۰۲ میلادی، اکثر مردم گرجستان، (حدوداً ۷۰٪)، مسیحی بوده و پیرو کلیسای ارتدکس گرجی هستند. بعد از ارتدکس‌های گرجی، اسلام در گرجستان به عنوان بزرگ‌ترین اقلیت دینی این کشور محسوب می‌شود. جمعیت مسلمانان را آذربایجانی‌های گرجستان و دیگر اقوام ساکن در این کشور از جمله آجاریا تشکیل می‌دهند.
روس‌های ساکن گرجستان، از دیگر اقلیت‌های این کشور هستند که جمعیت ارتدکس روس آن را تشکیل می‌دهند؛ و همچنین هستند:ارامنه آپوستولیک و ژرمن‌های پروتستان.

## اقتصاد
کشور گرجستان به دلیل برخورداری از امتیازاتی مانند دسترسی به آب‌های آزاد، آب و هوای مناسب، کشاورزی پیشرفته، معادن، بهره‌برداری از صنایع و صنعت گردشگری از ثروتمندترین جمهوری‌های شوروی سابق به‌شمار می‌آمد؛ و مردم آن از استاندارد زندگی بالایی برخوردار بودند. اما پس از فروپاشی شوروی در سال ۱۹۹۱ میلادی، وقوع جنگ‌های داخلی از سال ۱۹۹۱ تا ۱۹۹۴ میلادی، اقتصاد گرجستان را به عنوان یک کشور تازه استقلال یافته با بحرانی شدید مواجه ساخت. اما در سال‌های اخیر کشور گرجستان نسبت به کشورهای اطراف خود و همچنین کشورهای همتراز خود از اقتصادی پیشرفته و نوین برخوردار شده است و رشدی قابل توجه در روند رشد اقتصاد گرجستان مشاهده شده است.

### کشاورزی

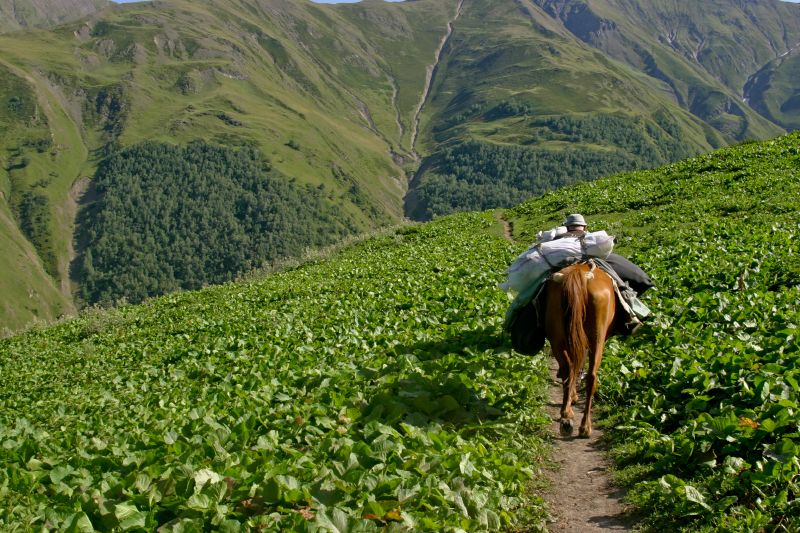
توشتی

تا قبل از سال ۱۹۹۱ میلادی گرجستان حجم وسیعی از فراورده‌های غذایی و کشاورزی را صادر می‌کرد و یکی از عرضه‌کنندگان اصلی سبزیجات، میوه، چای، مشروبات الکلی و مرکبات به سایر جمهوری‌های شوروی بوده است. بعد از استقلال گرجستان، بازارهای سنتی این کشور از دست رفت و سطح کلی تولیدات نیز به دلیل مشکلات سیاسی و اقتصادی کاهش یافت. اما خیلی زود بازار کشاورزی این کشور رونق یافت و به صادرات زیادی دست یافت.
همچنین در مناطق شرقی و جنوب شرقی گرجستان تاکستان‌های زیادی وجود دارد و از آن‌ها یکی از بهترین شراب‌های جهان ساخته می‌شود. در گرجستان کارخانه‌های شراب‌سازی بین‌المللی بسیار زیادی وجود دارد.
به علت واقع شدن در منطقه جنب مداری مرطوب، در این کشور کشت مرکبات و چای رونق دارد.
در بخش زراعت این کشور، غلات، نباتات صنعتی، سیب زمینی، سبزیجات و نباتات علوفه‌ای کشت می‌شود.
گرجستان زادگاه شراب در دنیا و گرجیان مخترع شراب می‌باشند و شراب به اسم گرجی‌ها در یونسکو ثبت شده است
.

### صنعت
صنعت شاخه اصلی اقتصاد گرجستان محسوب می‌شود و نقش زیادی در تولید مجموعه اقتصادی این کشور دارد. صنایع گرجستان ارتباط نزدیکی با اقتصاد دیگر جمهوری‌های شوروی داشت و به لحاظ تأمین مواد خام، انرژی و لوازم یدکی وابستگی زیادی به روسیه و دیگر جمهوری‌های شوروی داشت و به همین دلیل در سال‌های پس از استقلال، صنایع این کشور خسارات زیادی را متحمل گردید. به گونه‌ای که تا سال ۱۹۹۴ میلادی، تقریباً یک سوم کارخانجات گرجستان دست از تولید کشیدند. اما پس از مدتی صنعت گرجستان رشد زیادی کرد و به شکوفایی رسید و سرمایه‌گذارهای زیادی برای ساختن کارخانه به گرجستان آمدند. گوشی‌های هوآوی و سونی برای اروپا در گرجستان ساخته می‌شوند.
در بین محصولات صنعتی گرجستان، صنایع غذایی ۴۰٪، صنایع سبک ۲۰٫۸٪، ماشین‌سازی و صنایع فلزی ۱۳٫۸٪ از حجم تولید صنعتی را به خود اختصاص می‌دهند.
همچنین موسسات صنعتی تولید مصنوعات چوبی در این کشور فعالیت دارند. تولید ظروف شیشه‌ای و بلوری، مصنوعات سرامیک و فلزات ماشین‌سازی و صنایع نظامی از دیگر رشته‌های فعالیت صنعتی گرجستان است.
در گرجستان، صنایع سبک گسترش زیادی داشته است. در تفلیس، کوتائیسی، باتومی، سوخومی و بعضی شهرهای دیگر، موسسات تولیدی کالاهای مصرفی ازقبیل پارچه‌های پشمی، ابریشمی و نخی، تولید لباس، کفش، تریکو و لوازم خرازی، اشتغال به کار دارند. از موسسات صنایع غذایی، می‌توان از کارخانه‌های چای خشک کنی، شراب سازی، تولید کنسرو و کمپوت، تولید عطر و ادکلن، توتون، شیرینی، گوشت، شیر و تعدادی دیگر نام برد.

### معادن

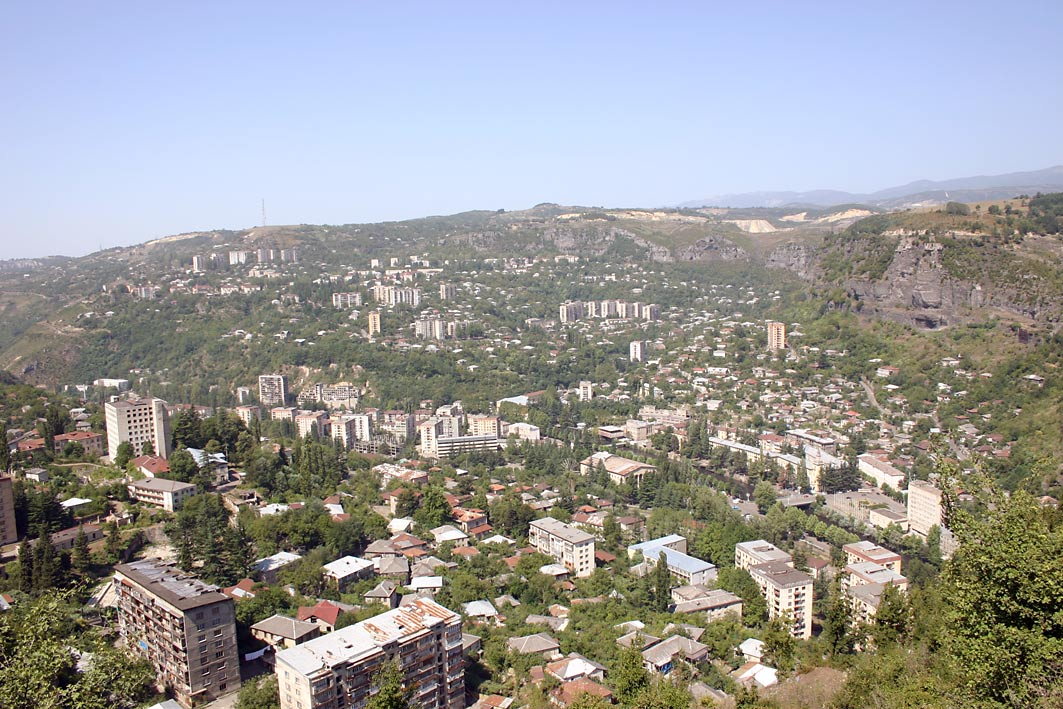
نمایی از شهر چیاتورا

گرجستان دارای معادن متعددی است که مهم‌ترین آن‌ها عبارت‌اند از: زغال‌سنگ، منگنز، خاک نسوز، فلزات آهنی باریت، عقیق، مرمر، سنگ آهن، آرسنیک، مولیبدان، تنگستن و جیوه. علی‌رغم وجود معادن قابل توجه در گرجستان، به دلایل مختلف از جمله: ضعف تکنولوژی و منابع مالی، شناسایی کامل این معادن و بهره‌برداری از آن‌ها در زمان اتحاد جمهوری‌های شوروی سابق امکان‌پذیر نبود.
بزرگ‌ترین معدن منگنز جهان در گرجستان قرار دارد. وسعت این معدن که در نزدیکی شهر «چیاتورا» نزدیک بندر پوتی واقع شده، ۱۴۰ کیلومتر مربع است و ذخایر منگنز آن ۲۵۰ میلیون تن برآورد شده است.
گرجستان در سال ۲۰۰۲ میلادی، ۶ هزار تن زغال‌سنگ، ۸ هزار تن مس، ۳۴۵ هزار تن سیمان، ۲۰۰۰ کیلوگرم طلا و ۳۳۰۰۰ کیلوگرم نقره تولید کرده است.

### خدمات

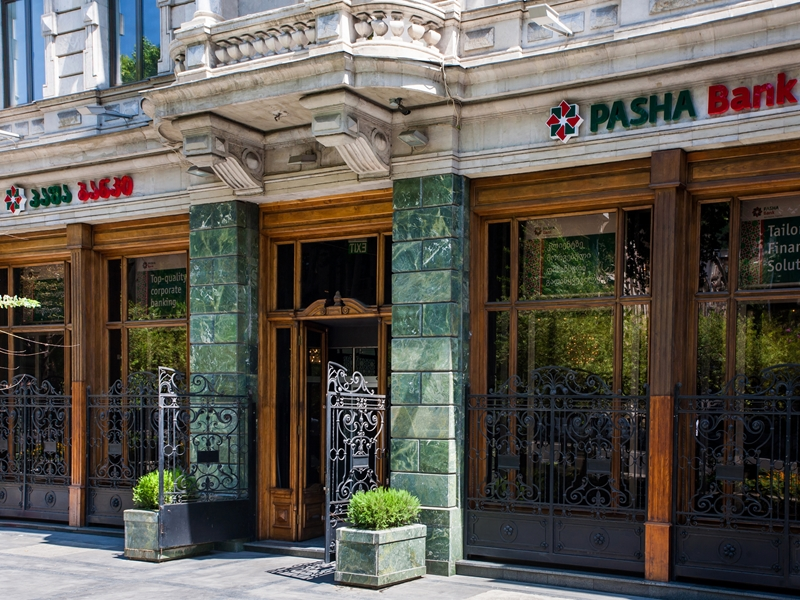
بانک پاشا شرکت خدمات مالی و بانکداری گرجستان

اقتصاد گرجستان تا اندازه زیادی به بخش خدمات وابسته است و نقش این بخش در ساختار اقتصادی کشور گرجستان به تدریج افزایش یافته است. یکی از مصادیق مهم این بخش توریسم می‌باشد که نقش مهمی در بخش خدمات به عهده دارد.

### گردشگری
گردشگری یکی از بخش‌های مهم خدمات کشور گرجستان می‌باشد که نقش مهمی دراقتصاد این کشور دارد. این بخش مهم در طی دوره قبل از استقلال، از رونق مناسبی برخوردار بود.
در سال ۲۰۱۷ میلادی، ۷٬۵۵۴٬۹۳۶ نفر به کشور گرجستان وارد شده‌اند که ۳٬۴۷۸٬۹۳۲ نفر آن توریست بوده‌اند که درآمد حاصله از آن ۲٫۷۳ میلیارد دلار بوده است. گرجستان کشوری توریستی می‌باشد که از شهرهای توریست پذیر زیادی از جمله کوتایسی و زوگدیدی و باتومی و سیغناغی و بورجومی و تفلیس و پوتی و سوخومی و روستاوی و زادگاه شراب دنیا تلاوی (در استان کاختی) برخوردار است.

## انرژی
گرجستان از نظر تولید برق آبی جایگاه مهمی در بین کشورهای مستقل همسود و کشورهای اروپایی دارد. این کشور از نظر تولید برق آبی، از بسیاری از کشورهای اروپایی جلوتر است. در حال حاضر برق مورد نیاز سالانه گرجستان، حدود ۱۲ میلیارد کیلووات ساعت است که تمامی این مقدار در خاک خود گرجستان تولید می‌شود. همچنین گرجستان، برق اضافی خود را به کشورهای اطراف مانند ارمنستان، آذربایجان و ترکیه صادر می‌کند.
گرجستان کشوری است با آب و باد فراوان که از آن برای تولید برق، به شکل گسترده‌ای استفاده می‌کند. سد انگوری بزرگ‌ترین سد گرجستان و همچنین سومین سد بزرگ و عظیم دنیا و همچنین نیروگاه‌های بادی در شمال این کشور سالانه میزان بسیار زیادی برق تولید می‌کنند.
از نظر منابع نفت و گاز، در حدود ۱۵ میدان نفتی کشف شده در گرجستان وجود دارد. از این میدان‌های نفتی کشف شده، سالانه ۸۹۸ هزار بشکه نفت و ۴۴٫۹ میلیون متر مکعب گاز استخراج می‌شود.

### نفت

خطوط لوله‌های نفتی

به‌طور کلی در شمال، مرکز و شرق این کشور منابع نفت طی اکتشافات زمین‌شناسی اخیر توسط کمپانی‌های نفتی غربی در منطقه روستاوی منابع بزرگتری از نفت و گاز کشف شده است.
سه شرکت عمده نفتی در گرجستان فعال می‌باشند که عبارت اند از: نینوتسمیندا در منطقه نینوتسمیندا، شرکت نفتی لاریس در منطقه سامگرلو، و شرکت نفتی دولتی گرجستان به نام شرکت نفت گرجستان.
مسیرهای موجود و برنامه‌ریزی شده برای ذخایر انرژی:
- خط لوله باکو-سوپسا: این خط لوله که باکو در جمهوری آذربایجان را به سوپسا در دریای سیاه متصل می‌سازد، فعال است. این خط روزانه حدود ۱۰۵۰۰ بشکه نفت را به تانکرهایی در آب‌های ساحلی سوپسا هدایت می‌کند.
- خط لوله باکو-تفلیس-جیهان: که موافقت‌نامه آن بین گرجستان، آذربایجان و ترکیه به امضاء رسیده و تصویب شده است.
- خط لوله گاز ترانس خزر: یک پیمان دولتی است در مورد احداث خط لوله گاز بین گرجستان، جمهوری آذربایجان و ترکیه، که در حال پیشرفت است.

### گاز
گاز طبیعی در گرجستان تقریباً تمامی بخش‌های صنعت و انرژی، کشاورزی و همه شهرها و شهرک‌های عمده را تحت پوشش قرار می‌دهد.
تولید گاز طبیعی در گرجستان در سال ۲۰۰۵ میلادی، ۲۰ میلیون متر مکعب برآورد شد. میزان صادرات و واردات گاز، ۱٫۵ میلیارد متر مکعب ارزیابی گردیده است. اخیراً در سال ۲۰۱۵ در جنوب شرقی و شمال غربی گرجستان منابع عظیم گازی یافت شده است که بنا به گفته محققان این میدان‌های گازی می‌تواند برای ۱۵ سال گاز کل قارهٔ اروپا و خود گرجستان را تأمین کند که به دلیل عظیم بودن آنها، بهره‌برداری از آن‌ها ۵ سال زمان می‌برد. هم‌اکنون بهره‌برداری از این منابع را شرکت ملی گاز گرجستان به کمک یک کمپانی سوئدی انجام می‌دهد.

### برق
بر طبق برآوردهای منابع برق آبی، گرجستان جای مهمی را در بین کشورهای مستقل مشترک‌المنافع (CIS) اشغال می‌کند و بسیاری از کشورهای خارجی از جمله فرانسه، ایتالیا، اسپانیا، اتریش، یونان، پرتغال و صربستان جلوتر است.
سیستم برق موجود گرجستان با ۵۳ نیروگاه تولید برق آبی و ۳ نیروگاه تولید برق حرارتی در ارتباط می‌باشد. بزرگ‌ترین نیروگاه برق آبی در دست بازسازی این کشور نیروگاه انگوری با افزایش ظرفیت تولید برق از ۴۰۰ تا ۴۵۰ مگاوات به ۱۳۰۰ مگاوات می‌باشد. سد انگوری سومین سد عظیم و بزرگ دنیا می‌باشد.
نیروگاه‌های جدید برق آبی در دست احداث گرجستان، ناماخوانی با ۲۵۰ مگاوات، ژونتی با ۱۰۰ مگاوات، خادور با ۲۴ مگاوات، و کاختی با ۹٫۳ مگاوات ظرفیت می‌باشند.

### زغال‌سنگ
معادن زغال‌سنگ متعددی در گرجستان وجود دارد معدن تقوارچلی با ۲۵۰ میلیون تن ذخیره زغال‌سنگ و تقیبولی با ۲۸۰ میلیون تن ذخیره از مهم‌ترین آن‌ها به‌شمار می‌رود.
تولید زغال‌سنگ در گرجستان در سال ۲۰۰۳ میلادی، ۵۰۰۰ تن بوده است. این کشور در سال‌های ۲۰۰۰ تا ۲۰۰۳ میلادی، از نظر میزان تولید زغال‌سنگ سخت، رتبه ۶ جهان را به خود اختصاص داده است.

## حمل و نقل

### جاده‌ها
همه نواحی و مراکز اداری گرجستان از جمله بسیاری از روستاها با شبکه شاهراه‌ها و جاده‌هایی که سراسر کشور را تحت پوشش قرار می‌دهد، مرتبط هستند.
در مجموع راه‌های آسفالته گرجستان حدود ۲۰۰۰۰ کیلومتر است که این کشور طرح‌هایی هم برای گسترش جاده‌ها و به خصوص بزرگراه‌ها در دست اجرا دارد که از جمله مهم‌ترین آن‌ها ساخت یک بزرگراه شش بانده بندر دریای سیاه به تفلیس و از آبخازیا تا مرز آذربایجان می‌باشد.

### راه‌آهن
راه‌آهن گرجستان درمسیر تفلیس-سامتردیا ارتباط سه کشور قفقاز و روسیه را با گذر از سواحل دریای سیاه به سمت شمل از طریق آبخازیا ممکن می‌سازد.
مسیرهای کوتاه‌تر داخل گرجستان، اکثر شهرهای این کشور را به هم مرتبط می‌سازد. در مقایسه با کشورهای همجوار قدرت کشش راه‌آهن این کشور به دلیل اینکه اغلب لکوموتیوها و واگن‌ها در همین کشور تولید شده‌اند، بالا می‌باشند.

### خطوط هوایی

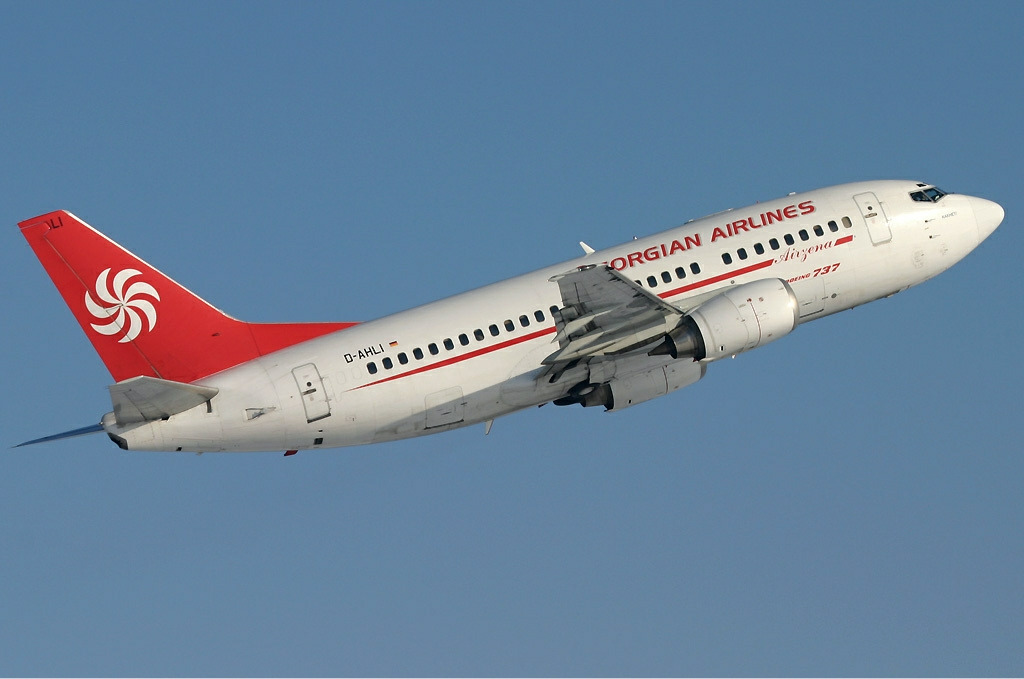
هواپیمایی گرجستان

کشور گرجستان از سامانه حمل و نقل هوایی داخلی و خارجی پیشرفته‌ای برخوردار است؛ و از آخرین تجهیزات و ورژن‌های صنایع و ابزار آلات هوایی در این کشور استفاده می‌شود.
در گرجستان ۱۰ فرودگاه قابل استفاده برای هواپیماهای غیرنظامی وجود دارد. در بین این فرودگاه‌ها، فرودگاه‌های تفلیس، باتومی و سوخومی و پوتی از اهمیت خاص برخوردار هستند. از بین این ۱۰ فرودگاه ۵ تا بین‌المللی و ۵ تا داخلی می‌باشند. فرودگاه‌های نظامی زیادی نیز در گرجستان وجود دارند.
در حال حاضر از تفلیس شبکه خطوط هوایی برای مقاصد استانبول، باکو، ایروان، دبی، سوخومی، نالچیک، مینرالنی ودی، تاشکند، کیف و مسکو و تهران و برلین و پاریس و ورشو و مینسک به صورت دایمی برقرار است.

### بنادر و کشتیرانی
اهمیت حمل و نقل دریایی برای گرجستان هنگامی ک راه‌آهن کشور به طرف شمال از طریق آبخازیا قطع شد، کاملاً مشخص گردید. بنادر دریای سیاه در تأمین کالا نه فقط گرجستان بلکه برای حتی کشورهای ارمنستان و آذربایجان و قزاقستان و ترکمنستان و قرقیزستان نیز ایفای نقش دارند.
طبق گزارش‌های سال ۲۰۰۷ میلادی، بندر پوتی از جمله بزرگ‌ترین بنادر دریای سیاه به‌شمار می‌آید زیرا بخشی از راهروی تراسیکا می اشد. میزان مبادلات بندر پوتی در سال ۲۰۰۶ میلادی، ۱۷ میلیون تن گزارش شده است که۹٫۱٪ رشد سالانه آن می‌باشد. بندر پوتی یکی از مهم‌ترین بنادر صنعتی دریای سیاه و یکی از بنادر مهم دنیا به‌شمار می‌رود؛ و همواره روزانه میلیون‌ها تن کالا از این بندر صنعتی جابه‌جا و صادر یا وارد می‌شوند. و

## بازرگانی خارجی
هرچند در سال‌های گذشته به دلیل بی‌ثباتی سیاسی و به تبع آن فقدان امنیت لازم جهت سرمایه‌گذاری‌های بلند مدت و ریسک‌پذیری بالا در این کشور، گرایش اندکی از سوی بخش دولتی و تاحدودی بخش خصوصی کشورها در ورود به بازار گرجستان مشاهده گردیده است، اما در دههٔ اخیر با توجه به شرایط جدید و نسبتاً مطلوب این کشور که تا حدودی از دامنه بحران‌های موجود در آن کاسته شده؛ به درجه‌ای از امنیت و ثبات رسیده است. این مناسبات در حال توسعه در همه زمینه‌ها بوده است و حجم مبادلات بازرگانی این کشور با سایر کشورهای جهان سیر صعودی داشته است.

### صادرات و واردات
در سال ۲۰۰۵ میلادی، واردات کالا و خدمات ۵۴٪ از تولید ناخالص داخلی و صادرات کالا و خدمات ۴۲٪ از تولید ناخالص داخلی را به خود اختصاص داده است.
صادرات این کشور عمدتاً به کشورهای روسیه، ترکیه، آذربایجان، ترکمنستان، بلغارستان، ارمنستان و اوکراین و بلاروس و عربستان و قزاقستان و قرقیزستان و صربستان و ازبکستان و نروژ بوده است.
واردات گرجستان نیز عمدتاً از کشورهای روسیه، ترکیه، آذربایجان، اوکراین، آلمان، آمریکا و ترکمنستان است.

## سیاست
پس از استقلال گرجستان در سال ۱۳۷۰ (۱۹۹۱)، ادوارد شواردنادزه وزیر خارجه پیشین اتحاد جماهیر شوروی، به عنوان نخستین رئیس‌جمهور گرجستان، قدرت را در دست گرفت. بلافاصله پس از استقلال گرجستان، بر سر حاکمیت بر جمهوری‌های خودمختار اوستیای جنوبی و آبخازیا بین روسیه و گرجستان اختلاف درگرفت. روسیه اجازه نداد که گرجستان، حاکمیت خود را بر این دو سرزمین اعمال کند. ضعف گرجستان و نیز نزدیکی دولت وقت - به ویژه شخص شواردنادزه - به روسیه، سبب شد که حکومت گرجستان تن به مصالحه با حکومت روسیه بدهد. گرجستان همچنین پذیرفت با حضور نیروهای روسی در این دو منطقه مخالفت نکند.
پس از انقلاب گل رز در سال ۱۳۸۲ در گرجستان که با پشتیبانی آمریکا صورت گرفت و منجر به روی کارآمدن دولت غرب‌گرای میخیل ساآکاشویلی شد، اوضاع سیاسی گرجستان دگرگون شد. دولت جدید گرجستان، سیاست دوری از روسیه و نزدیکی به غرب (به ویژه آمریکا) را در پیش گرفت. همچنین گرجستان خواهان عضویت در اتحادیه اروپا و ناتو شد.
در اوت ۲۰۰۸ میلادی و هم‌زمان با بازی‌های المپیک تابستانی ۲۰۰۸، جنگ سال ۲۰۰۸ اوستیای جنوبی رخ داد. در این جنگ، ارتش گرجستان برای تصرف اوستیای جنوبی به این منطقه یورش برد ولی واکنش شدید روسیه سبب شد که ارتش گرجستان مجبور به عقب‌نشینی شود. اکنون روسیه، استقلال دو منطقهٔ آبخازیا و اوستیای جنوبی را به رسمیت شناخته و با حضور نیروهای خود در این دو منطقه، عملاً کنترل آن‌ها را در دست دارد. به گفتهٔ مقامات روسیه: این کار به گرجستان نشان داد که تا چه حدی پای خود را از گلیم‌اش دراز کند. برخی کشورها این اقدام روسیه را محکوم و روسیه را تحت فشارهایی قرار دادند. کارشناسان پیش‌بینی کردند: روسیه به زودی مجبور به عقب‌نشینی از موضع خود خواهد شد. اما پس از درگیری‌های پیش آمده در قره‌باغ این غربی‌ها بودند که از موضع خود عقب‌نشینی کردند. پس از بحران اوکراین نیز، ۳ منطقه از اوکراین جدا شد و تحت کنترل روسیه درآمد. هم‌اکنون روسیه حدود ۴۰ منطقهٔ خودمختار را در سراسر جهان تحت کنترل دارد و پیش‌بینی می‌شود که این ارقام با درگیری‌های موجود در جهان تا سال ۲۰۲۵ به ۸۵ منطقه برسد که ۴ برابر بیشتر از مستعمره‌های حال حاضر انگلیس است.

## قدرت نظامی و ارتش
ارتش گرجستان در ترتیب قدرتمندترین ارتش‌های جهان بالاتر از قطر و پایین‌تر از زامبیا قرار دارد. قدرت نظامی گرجستان از کشورهایی چون ایرلند، اوروگوئه، نیکاراگوئه، بوسنی، بحرین، قطر، لبنان، نپال، نیجر، تاجیکستان ،مولداوی ،ارمنستان و … بیشتر است.

## نقشهٔ گرجستان

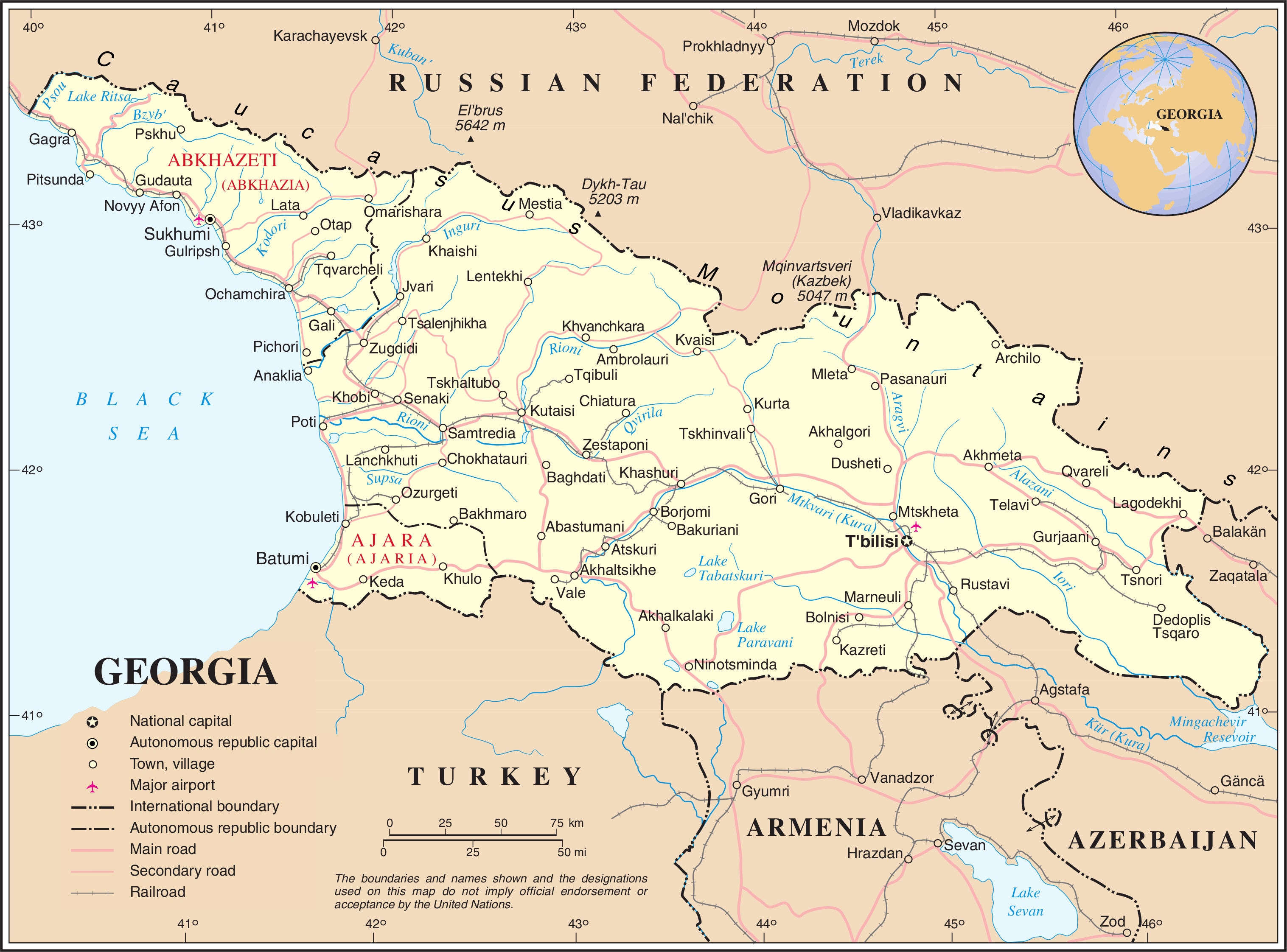
نقشهٔ گرجستان